# Giro d'Itàlia de 2015
El Giro d'Itàlia de 2015 va ser la noranta-vuitena edició del Giro d'Itàlia i es disputà entre el 9 i el 31 de maig de 2015, amb un recorregut de 3.481,8 km distribuïts en 21 etapes, una d'elles contrarellotge individual i una altra per equips. Aquesta era la quinzena prova de l'UCI World Tour 2015. La sortida es feia a San Lorenzo al Mare, a la província d'Imperia, Ligúria i finalitzà a Milà. Un total de 197 ciclistes pertanyents a 22 equips van prendre part en ell i el vencedor final fou l'espanyol Alberto Contador, del Team Tinkoff-Saxo. En segona i tercera posició finalitzaren dos ciclistes de l'equip Astana Qazaqstan Team, l'italià Fabio Aru i l'espanyol Mikel Landa, respectivament.
Contador agafà el liderat a la fi de la cinquena etapa, la primera amb final en alt a Abetone. El seu liderat va perillar quan es va dislocar l'espatlla esquerra en una caiguda en els metres finals de la sisena etapa, però en no tenir cap fractura pogué continuar la cursa. Aconseguí mantenir el liderat en les següents etapes de mitja i alta muntanya, però una nova caiguda durant la 13a etapa va fer que perdés temps respecte a Aru i que aquest es fes amb el liderat el dia previ a la contrarellotge individual. En aquesta contrarellotge, de 59,4 quilòmetres, Contador va treure un temps molt valuós a la resta de rivals que va saber administrar en les posteriors etapes de muntanya per guanyar el seu segon Giro oficial, després la victòria aconseguida el 2008 i que li fos retirat el del 2011 per una sanció per dopatge. Amb tot Contador considera aquell com un Giro guanyat per ell i en la posterior celebració sempre parlà de tercer Giro guanyat. Com el 2008, Contador no va guanyar cap etapa durant el Giro. La segona posició fou per a Aru, que, malgrat un fluix paper en la contrarellotge i en l'etapa del Mortirolo, va guanyar la 19a i 20a etapa. Completant el podi, com a principal revelació de la cursa, acabà Landa, guanyador de la 15a i 16a etapa, i al qual les ordres d'equip el van perjudicar en benefici d'Aru.
En les altres classificacions que hi ha a la cursa, l'italià Giacomo Nizzolo (Trek Factory Racing) guanyà la classificació per punts, tot i no guanyar cap etapa. Giovanni Visconti (Movistar Team) guanyà la classificació de la muntanya. Fabio Aru (Astana Qazaqstan Team) fou el millor jove, premi atorgat al ciclista menor de 25 anys millor classificat i l'Astana Qazaqstan Team guanyà les dues classificacions per equips, per punts i per temps.

## Recorregut
La cursa tindrà set etapes planes, set de mitja muntanya, cinc d'alta muntanya i dues contrarellotges, un per equips i un individual. Hi haurà set arribades en alt, a Abetone, Campitello Matese, Monte Berico, Madonna di Campiglio, Aprica, Cervinia i Sestrieras.

### Primera setmana
El Giro del 2015 començarà, com el de 2014, amb una contrarellotge per equips. Seran 17 km entre San Lorenzo al Mare i Sanremo, a la Ligúria, amb un recorregut pla i final a la Via Lungomare Italo Calvino, on entre el 2008 i el 2014 finalitzà la Milà-Sanremo. La segona etapa unirà Albenga amb Gènova seguint la costa. La tercera etapa serà la primera de mitja muntanya, entre Rapallo i Sestri Levante, amb un port de tercera categoria i un altre de segona. La quarta etapa, entre Chiavari i La Spezia també serà de mitja muntanya, amb tres ports de tercera. Amb la cinquena etapa s'entra a la Toscana i arriba el primer final en alt als Alps Apuans, en un port de segona, Abetone.
Posteriorment arriben dues etapes planes de camí cap al sud, al Laci. La setena etapa serà la més llarga de la present edició, amb 264 km. En la vuitena etapa hi ha una nova arribada en alt, a Campitello Matese, un port de primera de 13 km de llargada i el 7% de desnivell i que ve precedit per un port de segona. La novena etapa torna a ser de mitja jornada, amb un port de primera i dos de segona.

### Segona setmana
Després del primer dia de descans, en què s'aprofita per fer un trasllat fins a la costa del mar Adriàtic, a la regió de les Marques, a Civitanova Marche, es disputa una etapa plana fins a Forli, a l'Emília Romanya. L'onzena etapa, amb final al Circuit d'Imola, és de mitja muntanya. L'endemà final a Vicenza, amb un recorregut bàsicament pla, però amb dues petites cotes a la part final i arribada al Santuari de la Madonna di Monte Berico, després d'un quilòmetre de pujada al 7%. Una etapa plana de transició donarà pas a l'única contrarellotge individual d'aquest edició. Seran gairebé 60 quilòmetres, bàsicament plans, tot i que en la darrera part hi ha petites pujades. La quinzena etapa serà la primera d'alta muntanya de la present edició, amb un port de segona i dos ports finals de primera enllaçats; el Passo Daone i el final a Madonna di Campiglio. Posteriorment hi ha el segon i darrer dia de descans.

### Darrera setmana
La cursa es reprèn amb una nova etapa d'alta muntanya entre Pinzolo i Aprica, amb cinc ports de muntanya, entre ells el Mortirolo i final a Aprica. Una etapa de transició, tot seguint la vall del riu Adda, fins a Lugano, a Suïssa, donarà pas al tríptic de muntanya final. La divuitena etapa, amb part del recorregut per Suïssa, té un port de primera a manca de 30 quilòmetres. La dinovena, amb 236 quilòmetres de recorregut, enllaça tres ports de primera en els darrers 80 quilòmetres i el final és a Cervinia, després de 19 km al 5%. La penúltima etapa, de vora 200 quilòmetres, té els 150 primers quilòmetres totalment plans, però al pas per Susa comença l'ascens al Colle delle Finestre, Cima Coppi de la carrera. La Finestre té 18,5 quilòmetres de llargada i 9,2% de desnivell mitjà, però que destaca, sobretot, perquè els darrers 8 quilòmetres de l'ascensió són de sterrato (camí de terra sense enquitranar). La darrera etapa, entre Torí i Milà és totalment plana i finalitza en un circuit de 5,4 km al qual donaran 7 voltes.

## Equips participants
Els 17 equips UCI World Tour són automàticament convidats i obligats a prendre part de la cursa. A banda l'organitzador RCS Sport comunicà la llista amb cinc equips convidats el 19 de gener de 2015.
| Núm.    | Codi | Equip                 |
| ------- | ---- | --------------------- |
| 1-9     | ALM  | AG2R La Mondiale      |
| 11-19   | AND  | GW Erco Shimano       |
| 21-29   | AST  | Astana Qazaqstan Team |
| 31-39   | BAR  | Bardiani CSF          |
| 41-49   | BMC  | BMC Racing Team       |
| 51-59   | CCC  | CCC Sprandi Polkowice |
| 61-69   | EQS  | Etixx-Quick Step      |
| 71-79   | FDJ  | FDJ                   |
| 81-89   | IAM  | IAM Cycling           |
| 91-99   | LAM  | Lampre-Merida         |
| 100-109 | LTS  | Lotto Soudal          |

| Núm.    | Codi | Equip               |
| ------- | ---- | ------------------- |
| 111-119 | MOV  | Movistar Team       |
| 121-129 | NIP  | Nippo-Vini Fantini  |
| 131-139 | OGE  | Orica-GreenEDGE     |
| 141-149 | STH  | Southeast           |
| 151-159 | TCG  | Cannondale-Garmin   |
| 161-169 | TGA  | Team Giant-Alpecin  |
| 171-179 | KAT  | Team Katusha        |
| 181-189 | TLJ  | Team LottoNL-Jumbo  |
| 191-199 | SKY  | Team Sky            |
| 201-209 | TCS  | Team Tinkoff-Saxo   |
| 211-219 | TFR  | Trek Factory Racing |

## Favorits

### Per a la classificació general
Davant l'absència dels dos darrers vencedors del Giro, l'italià Vincenzo Nibali (Astana Qazaqstan Team) i Nairo Quintana (Movistar Team) i Chris Froome (Team Sky) centrats en el Tour de França, els principals favorits a la victòria final seran Alberto Contador (Team Tinkoff-Saxo), que tindrà un potent equip al seu voltant amb Roman Kreuziger, Ivan Basso i Michael Rogers com a principals lloctinents i que ve de fer una preparació exhaustiva en altura al Teide; Richie Porte, dominador de la primera part de la temporada de l'UCI World Tour, amb victòria a la general de la París-Niça i Volta a Catalunya, a més del Giro del Trentino; Rigoberto Urán (Etixx-Quick Step), segon en les dues darreres edicions del Giro; Fabio Aru (Astana Qazaqstan Team), tercer el 2014 i Domenico Pozzovivo (AG2R La Mondiale), cinquè el 2014 i tercer classificat a la recent Volta a Catalunya.

### Esprintadors
Els principals esprintadors que prenen part en aquesta edició són André Greipel (Lotto Soudal), Elia Viviani (Team Sky), Michael Matthews (Orica-GreenEDGE), Sacha Modolo (Lampre-Merida), Giacomo Nizzolo (Trek Factory Racing) Luka Mezgec (Team Giant-Alpecin) o els veterans Tom Boonen (Etixx-Quick Step) i Alessandro Petacchi (Southeast).

## Etapes
| Etapa     | Data         | Recorregut                                    |                           | km             | Vencedor d'etapa       | Líder de la classificació general |
| --------- | ------------ | --------------------------------------------- | ------------------------- | -------------- | ---------------------- | --------------------------------- |
| 1a etapa  | Dis. 9 maig  | San Lorenzo al Mare – San Remo                | Contrarellotge per equips | 17,6           | Orica-GreenEDGE (AUS)  | Simon Gerrans (AUS)               |
| 2a etapa  | Diu. 10 maig | Albenga – Gènova                              | Etapa plana               | 173            | Elia Viviani (ITA)     | Michael Matthews (AUS)            |
| 3a etapa  | Dil. 11 maig | Rapallo – Sestri Levante                      | Etapa de mitja muntanya   | 136            | Michael Matthews (AUS) | Michael Matthews (AUS)            |
| 4a etapa  | Dim. 12 maig | Chiavari – La Spezia                          | Etapa de mitja muntanya   | 150            | Davide Formolo (ITA)   | Simon Clarke (AUS)                |
| 5a etapa  | Dic. 13 maig | La Spezia – Abetone                           | Etapa de mitja muntanya   | 152            | Jan Polanc (SLO)       | Alberto Contador (ESP)            |
| 6a etapa  | Dij. 14 maig | Montecatini Terme – Castiglione della Pescaia | Etapa plana               | 181            | André Greipel (GER)    | Alberto Contador (ESP)            |
| 7a etapa  | Div. 15 maig | Grosseto – Fiuggi                             | Etapa plana               | 263            | Diego Ulissi (ITA)     | Alberto Contador (ESP)            |
| 8a etapa  | Dis. 16 maig | Fiuggi – Campitello Matese                    | Etapa de mitja muntanya   | 188            | Beñat Intxausti (ESP)  | Alberto Contador (ESP)            |
| 9a etapa  | Diu. 17 maig | Benevent – San Giorgio del Sannio             | Etapa de mitja muntanya   | 212            | Paolo Tiralongo (ITA)  | Alberto Contador (ESP)            |
|           | Dil. 18 maig |                                               | Dia de descans            | Dia de descans | Dia de descans         | Dia de descans                    |
| 10a etapa | Dim. 19 maig | Civitanova Marche – Forlì                     | Etapa plana               | 195            | Nicola Boem (ITA)      | Alberto Contador (ESP)            |
| 11a etapa | Dic. 20 maig | Forlì – Imola (Autòdrom Ferrari)              | Etapa de mitja muntanya   | 147            | Ilnur Zakarin (RUS)    | Alberto Contador (ESP)            |
| 12a etapa | Dij. 21 maig | Imola – Vicenza                               | Etapa de mitja muntanya   | 199            | Philippe Gilbert (BEL) | Alberto Contador (ESP)            |
| 13a etapa | Div. 22 maig | Montecchio Maggiore – Jesolo                  | Etapa plana               | 153            | Sacha Modolo (ITA)     | Fabio Aru (ITA)                   |
| 14a etapa | Dis. 23 maig | Treviso – Valdobbiadene                       | Contre-la-montre          | 59,2           | Vasil Kiryienka (BLR)  | Alberto Contador (ESP)            |
| 15a etapa | Diu. 24 maig | Marostica – Madonna di Campiglio              | Étape de montagne         | 165            | Mikel Landa (ESP)      | Alberto Contador (ESP)            |
|           | Dil. 25 maig |                                               | Dia de descans            | Dia de descans | Dia de descans         | Dia de descans                    |
| 16a etapa | Dim. 26 maig | Pinzolo – Aprica                              | Étape de montagne         | 175            | Mikel Landa (ESP)      | Alberto Contador (ESP)            |
| 17a etapa | Dic. 27 maig | Tirano – Lugano (SUI)                         | Etapa plana               | 136            | Sacha Modolo (ITA)     | Alberto Contador (ESP)            |
| 18a etapa | Dij. 28 maig | Melide (SUI) – Verbania                       | Etapa de mitja muntanya   | 172            | Philippe Gilbert (BEL) | Alberto Contador (ESP)            |
| 19a etapa | Div. 29 maig | Gravellona Toce – Cervinia                    | Étape de montagne         | 236            | Fabio Aru (ITA)        | Alberto Contador (ESP)            |
| 20a etapa | Dis. 30 maig | Saint-Vincent – Sestrieras                    | Étape de montagne         | 196            | Fabio Aru (ITA)        | Alberto Contador (ESP)            |
| 21a etapa | Diu. 31 maig | Torí – Milà                                   | Etapa plana               | 185            | Iljo Keisse (BEL)      | Alberto Contador (ESP)            |

### Etapa 1
9 de maig de 2015 — San Lorenzo al Mare – San Remo, 17,6 km (CRE)
La primera etapa del Giro d'Itàlia de 2015 es disputa entre les localitats de San Lorenzo al Mare i San Remo, a la costa de la Ligúria, sota la modalitat de contrarellotge per equips i un recorregut de 17,6 quilòmetres totalment pla, amb final a la Via Lungomare Italo Calvino, on entre el 2008 i el 2014 finalitzà la Milà-Sanremo. Del recorregut destaca un llarg túnel d'un quilòmetre i mig i que bona part del recorregut discorre per un carril bici creat sobre una antiga via de tren. S'estableix un punt de control intermedi, al quilòmetre 9,9.
Els diferents equips prengueren la sortida cada cinc minuts, sent el primer el Lampre-Merida, que va finalitzar l'etapa amb un temps de 20' 25", però poc després l'AG2R La Mondiale el millorava en 11". Aquest temps fou millorat en 35" per l'Astana Qazaqstan Team, que va parar el cronòmetre en 19' 39". L'Astana va liderar la cursa durant una hora, fins que fou superat pel gran favorit a la victòria d'etapa, l'Orica-GreenEDGE, que amb un temps de 19' 26" fou el vencedor final. Sols el Team Tinkoff-Saxo, millor al temps intermedi, se li acostà a 7", per finalitzar l'etapa en segona posició. Simon Gerrans fou el primer a creuar la meta, amb la qual cosa fou el primer líder de la present edició. Entre els favorits Alberto Contador (Team Tinkoff-Saxo) fou el millor, amb sis segons menys que Fabio Aru (Astana Qazaqstan Team), 12 segons que Rigoberto Urán (Etixx-Quick Step) i vint que Richie Porte (Team Sky).
|    | Equip                 | Temps   |
| -- | --------------------- | ------- |
| 1  | Orica-GreenEDGE       | 19' 26" |
| 2  | Team Tinkoff-Saxo     | + 7"    |
| 3  | Astana Qazaqstan Team | + 13"   |
| 4  | Etixx-Quick Step      | + 19"   |
| 5  | Movistar Team         | + 21"   |
| 6  | IAM Cycling           | + 25"   |
| 7  | BMC Racing Team       | + 25"   |
| 8  | FDJ                   | + 26"   |
| 9  | Team Sky              | + 27"   |
| 10 | Team Katusha          | + 27"   |

|    | Ciclista               | Equip             | Temps   |
| -- | ---------------------- | ----------------- | ------- |
| 1  | Simon Gerrans (AUS)    | Orica-GreenEDGE   | 19' 26" |
| 2  | Michael Matthews (AUS) | Orica-GreenEDGE   | + 0"    |
| 3  | Michael Hepburn (AUS)  | Orica-GreenEDGE   | + 0"    |
| 4  | Pieter Weening (NED)   | Orica-GreenEDGE   | + 0"    |
| 5  | Simon Clarke (AUS)     | Orica-GreenEDGE   | + 0"    |
| 6  | Esteban Chaves (COL)   | Orica-GreenEDGE   | + 0"    |
| 7  | Manuele Boaro (ITA)    | Team Tinkoff-Saxo | + 7"    |
| 8  | Roman Kreuziger (CZE)  | Team Tinkoff-Saxo | + 7"    |
| 9  | Michael Rogers (AUS)   | Team Tinkoff-Saxo | + 7"    |
| 10 | Alberto Contador (ESP) | Team Tinkoff-Saxo | + 7"    |

### Etapa 2
10 de maig de 2015 — Albenga – Gènova, 177 km

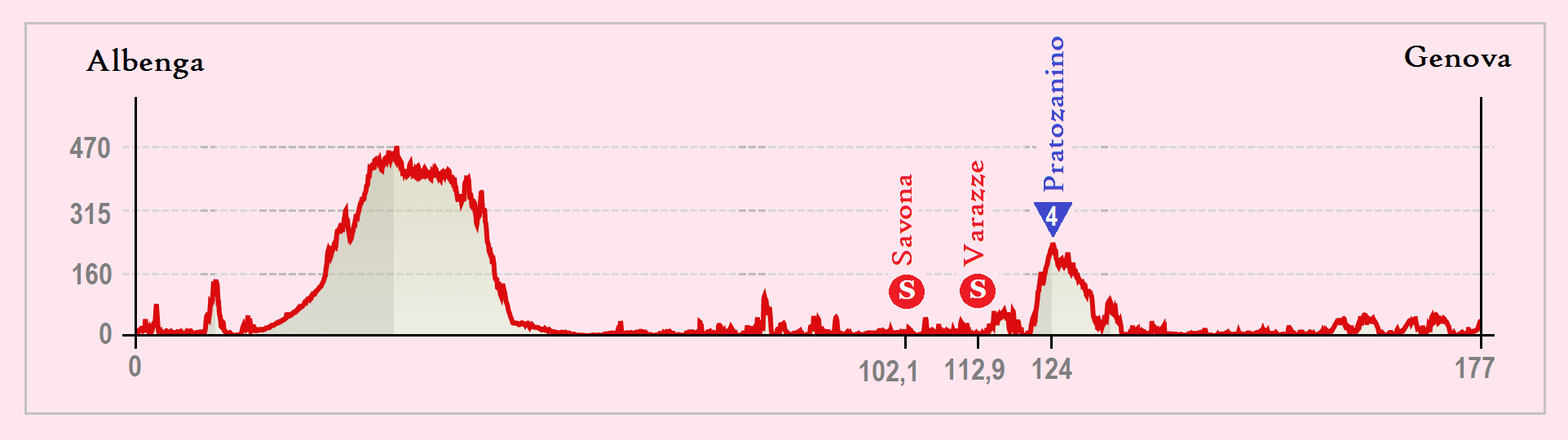
Recorregut de la 2a etapa

Primera etapa en línia del Giro que recorre la costa de la Ligúria sobre 177 km en què els ciclistes passaran per dos esprints intermedis, a Savona i Varazze, i hauran de superar la primera dificultat de la cursa, la cota de Pratozanino (km 124), de quarta categoria. Un cop a Gènova es faran dues voltes a un circuit de 9,5 km.
L'escapada del dia la formaren cinc ciclistes: Marco Frapporti (GW Erco Shimano), Łukasz Owsian (CCC Sprandi Polkowice), Eugert Zhupa (Southeast), Giacomo Berlato (Nippo-Vini Fantini) i Bert-Jan Lindeman (Team LottoNL-Jumbo). Obtingueren fins a nou minuts d'avantatge sobre el gran grup, liderat per l'Orica-GreenEDGE que volia controlar la maglia rosa. Frapporti va ser el primer a passar pels dos esprints intermedis, mentre Lindeman passà en primera posició per l'única cota del dia, amb la qual cosa es convertí en el líder de la classificació de la muntanya. En passar per la cota de Pratozanino (km 124) els escapats mantenien tres minuts sobre el gran grup, però finalment foren neutralitzats a manca d'onze quilòmetres de la fi. En els darrers quilòmetres es van produir diverses caigudes fruit del nerviosisme. Dayer Quintana (Movistar Team) i Domenico Pozzovivo van ser alguns dels més perjudicats. En l'esprint final André Greipel (Lotto Soudal) va ser el primer a llançar-lo, però fou superat, primer per Moreno Hofland (Team LottoNL-Jumbo) i després per Elia Viviani (Team Sky), que acabà guanyant l'etapa i passà a liderar la classificació per punts. Michael Matthews (Orica-GreenEDGE) passà a liderar la cursa per millors posicions.
|    | Ciclista                  | Equip                 | Temps      |
| -- | ------------------------- | --------------------- | ---------- |
| 1  | Elia Viviani (ITA)        | Team Sky              | 4h 13' 18" |
| 2  | Moreno Hofland (NED)      | Team LottoNL-Jumbo    | m. t.      |
| 3  | André Greipel (GER)       | Lotto Soudal          | m. t.      |
| 4  | Luka Mezgec (SLO)         | Team Giant-Alpecin    | m. t.      |
| 5  | Alessandro Petacchi (ITA) | Southeast             | m. t.      |
| 6  | Giacomo Nizzolo (ITA)     | Trek Factory Racing   | m. t.      |
| 7  | Michael Matthews (AUS)    | Orica-GreenEDGE       | m. t.      |
| 8  | Davide Appollonio (ITA)   | GW Erco Shimano       | m. t.      |
| 9  | Daniele Colli (ITA)       | Nippo-Vini Fantini    | m. t.      |
| 10 | Paolo Tiralongo (ITA)     | Astana Qazaqstan Team | m. t.      |

|    | Ciclista               | Equip                 | Temps   |
| -- | ---------------------- | --------------------- | ------- |
| 1  | Michael Matthews (AUS) | Orica-GreenEDGE       | 19' 26" |
| 2  | Simon Gerrans (AUS)    | Orica-GreenEDGE       | + 0"    |
| 3  | Simon Clarke (AUS)     | Orica-GreenEDGE       | + 0"    |
| 4  | Esteban Chaves (COL)   | Orica-GreenEDGE       | + 0"    |
| 5  | Roman Kreuziger (CZE)  | Team Tinkoff-Saxo     | + 0"    |
| 6  | Alberto Contador (ESP) | Team Tinkoff-Saxo     | + 0"    |
| 7  | Michael Rogers (AUS)   | Team Tinkoff-Saxo     | + 7"    |
| 8  | Manuele Boaro (ITA)    | Team Tinkoff-Saxo     | + 7"    |
| 9  | Ivan Rovni (RUS)       | Team Tinkoff-Saxo     | + 7"    |
| 10 | Paolo Tiralongo (ITA)  | Astana Qazaqstan Team | + 13"   |

### Etapa 3
11 de maig de 2015 — Rapallo – Sestri Levante, 136 km

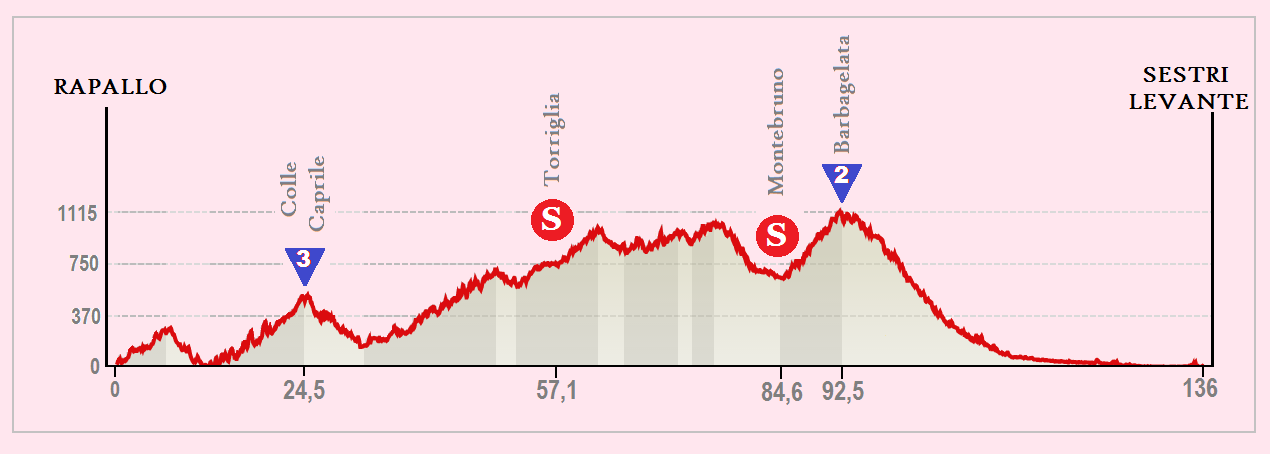
Perfil de la 3a etapa

Primera presa de contacte amb la mitja muntanya, amb una etapa curta i dos ports de muntanya a superar, el Colle Caprille, de tercera (km 24) i el Barbagelata, de segona, i amb el cim a 52 km de l'arribada. Entre ambdós ports el terreny és força accidentat, però els darrers quilòmetres d'etapa són totalment plans. Els dos esprints intermedis es troben a Torriglia i Montebruno.
L'escapada del dia està formada per 25 ciclistes. D'entre els escapats Simon Clarke i Esteban Chaves de l'Orica-GreenEDGE tenen el mateix temps que la maglia rosa, Michael Matthews, abans de començar l'etapa. El Team Tinkoff-Saxo imposà un fort ritme al gran grup, impedint que el temps dels escapats superés els tres minuts. En el tram central de l'etapa, força accidentat, són diversos els esprintadors que perden contacte amb el grup principal. En l'ascens al port de Barbagelata, de segona categoria, l'escapada queda reduïda a una dotzena de ciclistes. Pavel Kochetkov (Team Katusha) atacà entre els escapats i és el primer a coronar-lo, amb la qual cosa s'assegura el mallot de la muntanya.
En el descens Domenico Pozzovivo (AG2R La Mondiale) patí una greu caiguda, que l'obligà a abandonar en ser evacuat a un hospital en ambulància. Mentrestant del grup d'escapats es forma un trio perseguidor de Kochetkov, format per Adam Hansen, Maciej Paterski i Simon Clarke. Els quatre s'uniren a manca de 10 quilòmetres, però el gran grup els acabà neutralitzant a manca de 3 quilòmetres pel final. En l'esprint final Fabio Felline va ser el primer a esprintar, però finalment fou superat per Michael Matthews, la maglia rosa. Gràcies a les bonificacions Matthews passà a liderar la cursa en solitari, amb sis segons sobre Clarke.
|    | Ciclista                | Equip                 | Temps      |
| -- | ----------------------- | --------------------- | ---------- |
| 1  | Michael Matthews (AUS)  | Orica-GreenEDGE       | 3h 33' 53" |
| 2  | Fabio Felline (ITA)     | Trek Factory Racing   | m. t.      |
| 3  | Philippe Gilbert (BEL)  | BMC Racing Team       | m. t.      |
| 4  | Serguei Lagutin (RUS)   | Team Katusha          | m. t.      |
| 5  | Paolo Tiralongo (ITA)   | Astana Qazaqstan Team | m. t.      |
| 6  | Luca Paolini (ITA)      | Team Katusha          | m. t.      |
| 7  | Francesco Gavazzi (ITA) | Southeast             | m. t.      |
| 8  | Enrico Battaglin (ITA)  | Bardiani CSF          | m. t.      |
| 9  | Luis León Sánchez (ESP) | Astana Qazaqstan Team | m. t.      |
| 10 | Jonathan Monsalve (VEN) | Southeast             | m. t.      |

|    | Ciclista               | Equip                 | Temps      |
| -- | ---------------------- | --------------------- | ---------- |
| 1  | Michael Matthews (AUS) | Orica-GreenEDGE       | 8h 06' 27" |
| 2  | Simon Clarke (AUS)     | Orica-GreenEDGE       | + 6"       |
| 3  | Simon Gerrans (AUS)    | Orica-GreenEDGE       | + 10"      |
| 4  | Esteban Chaves (COL)   | Orica-GreenEDGE       | + 10"      |
| 5  | Roman Kreuziger (CZE)  | Team Tinkoff-Saxo     | + 17"      |
| 6  | Alberto Contador (ESP) | Team Tinkoff-Saxo     | + 17"      |
| 7  | Michael Rogers (AUS)   | Team Tinkoff-Saxo     | + 17"      |
| 8  | Paolo Tiralongo (ITA)  | Astana Qazaqstan Team | + 23"      |
| 9  | Fabio Aru (ITA)        | Astana Qazaqstan Team | + 23"      |
| 10 | Diego Rosa (ITA)       | Astana Qazaqstan Team | + 23"      |

### Etapa 4
12 de maig de 2015 — Chiavari – La Spezia, 150 km

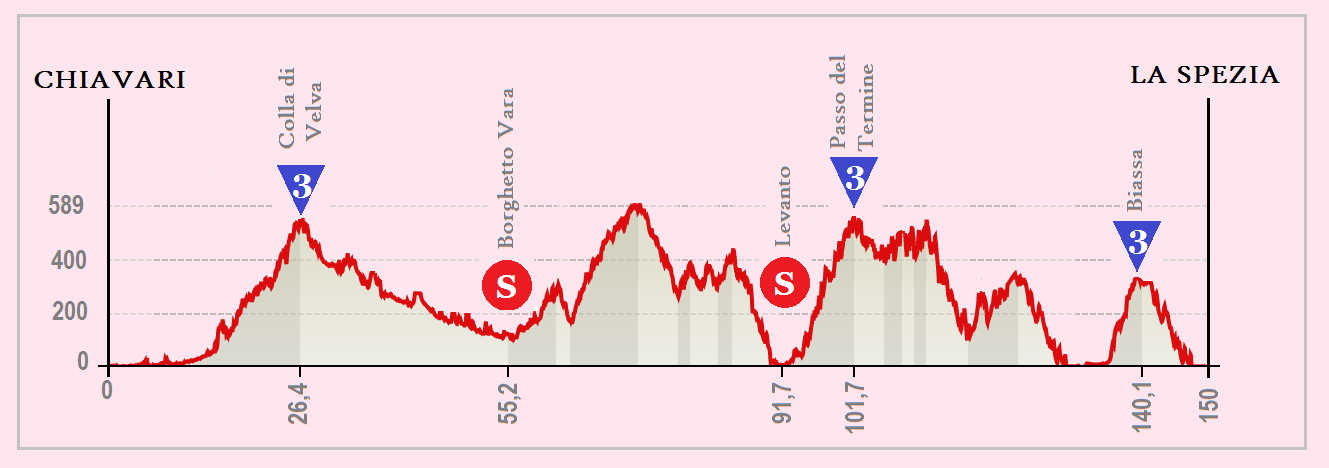
Perfil de la 4a etapa

Segona etapa consecutiva de mitja muntanya, amb un recorregut curt i exigent. L'etapa inclou tres ports de tercera categoria puntuables: Colla di Velva (km 26,4; 14,2 km al 3,5%), Passo del Termine (km 101,7; 8,8 km al 6,1%) i Biassa (km 140,1; 3,4 km al 8,9%), el darrer del qual es corona a menys de 10 km per l'arribada. A banda també s'ha de superar el Passo del Bracco, un port no puntuable en aquesta ocasió. L'arribada és a La Spezia, que des que Laurent Fignon hi guanyà el 1989, no rebia una etapa del Giro.
Per segon dia consecutiu es forma una escapada nombrosa, amb una trentena de ciclistes. Entre els escapats destaca la presència de Roman Kreuziger (Team Tinkoff-Saxo) lloctinent d'Alberto Contador en les etapes de muntanya. Tot i la seva presència als escapats se'ls permet obtenir fins a 10 minuts d'avantatge. En la dura ascensió al Passo del Termine l'Astana Qazaqstan Team va incrementar el ritme, deixant sols un gran grup de vint ciclistes, entre els quals no hi havia el líder, l'australià Michael Matthews (Orica-GreenEDGE). A poc a poc es va anar reduint l'avantatge dels escapats.
En aproximar-se la curta i dura darrera ascensió del dia de Biassa, el jove Davide Formolo (Cannondale-Garmin) atacà entre els escapats. Giovanni Visconti i Amaël Moinard intentaren seguir-lo, però finalment Formolo marxà en solitari. Entre els favorits Fabio Aru (Astana Qazaqstan Team) llançà un dur atac en les dures rampes de Biassa, sent seguit, en un primer moment, sols per Contador i Richie Porte (Team Sky), mentre Rigoberto Urán (Etixx-Quick Step) no els podia seguir. Aquest trio anà neutralitzant la resta de membres de l'escapada, mentre Formolo es mantenia al capdavant amb uns segons suficients per aconseguir la seva victòria més important com a professional, amb 22" sobre el grup de favorits. Simon Clarke (Orica-GreenEDGE), que s'havia unit al grup de Contador i Aru en el descens acabà segon i passà a encapçalar la classificació general.
|    | Ciclista                | Equip                 | Temps      |
| -- | ----------------------- | --------------------- | ---------- |
| 1  | Davide Formolo (ITA)    | Team Giant-Alpecin    | 3h 47' 59" |
| 2  | Simon Clarke (AUS)      | Orica-GreenEDGE       | + 22"      |
| 3  | Jonathan Monsalve (VEN) | Southeast             | + 22"      |
| 4  | Giovanni Visconti (ITA) | Movistar Team         | + 22"      |
| 5  | Esteban Chaves (COL)    | Orica-GreenEDGE       | + 22"      |
| 6  | Fabio Aru (ITA)         | Astana Qazaqstan Team | + 22"      |
| 7  | Amaël Moinard (FRA)     | BMC Racing Team       | + 22"      |
| 8  | Dario Cataldo (ITA)     | Astana Qazaqstan Team | + 22"      |
| 9  | Alberto Contador (ESP)  | Team Tinkoff-Saxo     | + 22"      |
| 10 | Richie Porte (AUS)      | Team Sky              | + 22"      |

|    | Ciclista                | Equip                 | Temps       |
| -- | ----------------------- | --------------------- | ----------- |
| 1  | Simon Clarke (AUS)      | Orica-GreenEDGE       | 11h 54' 48" |
| 2  | Esteban Chaves (COL)    | Orica-GreenEDGE       | + 10"       |
| 3  | Roman Kreuziger (CZE)   | Team Tinkoff-Saxo     | + 17"       |
| 4  | Alberto Contador (ESP)  | Team Tinkoff-Saxo     | + 17"       |
| 5  | Fabio Aru (ITA)         | Astana Qazaqstan Team | + 23"       |
| 6  | Dario Cataldo (ITA)     | Astana Qazaqstan Team | + 23"       |
| 7  | Giovanni Visconti (ITA) | Movistar Team         | + 29"       |
| 8  | Amaël Moinard (FRA)     | BMC Racing Team       | + 31"       |
| 9  | Davide Formolo (ITA)    | Team Giant-Alpecin    | + 31"       |
| 10 | Richie Porte (AUS)      | Team Sky              | + 37"       |

### Etapa 5
13 de maig de 2015 — La Spezia – Abetone, 152 km

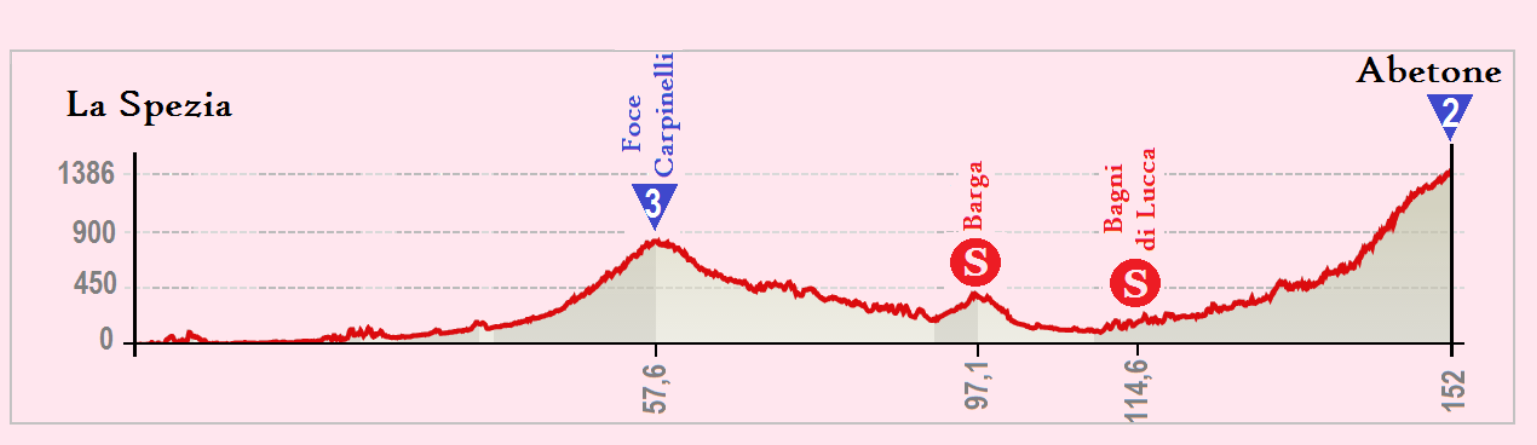
Perfil de la 5a etapa

Primera de les etapes amb final en alt, amb dos ports puntuables, Foce Carpinelli (km 47,5), de tercera categoria, amb 10,1 km al 5% de mitjana i Abetone, amb 17,3 km d'ascensió al 5,4% de mitjana i rampes màximes del 10%, però que en el tram central conté 8 km al 7,2% de mitjana. Els dos esprints intermedis es troben a Barga i Bagni di Lucca.
L'escapada del dia es forma al quilòmetre 16 d'etapa, quan Axel Domont (AG2R La Mondiale), Serghei Țvetcov (GW Erco Shimano), Silvan Dillier (BMC Racing Team), Sylvain Chavanel (IAM Cycling) i Jan Polanc (Lampre-Merida) marxen del gran grup. Ràpidament obtenen 11 minuts, moment en què l'Orica-GreenEDGE passa a liderar la persecució, però la diferència no baixa el suficient com per a ser neutralitzats. En començar l'ascensió a Abetone els escapts disposen de 5' 33" sobre el gran grup. Chavanel va ser el primer a atacar entre els escapats, però sense sort. Finalment fou Polanc, el que sí que va aconseguir obrir forat respecte als seus companys. En el grup dels favorits Diego Rosa va ser el primer a atacar, seguit per Ivan Basso. Després de ser neutralitzats ho van intentar, sense sort, Stefano Pirazzi i Mikel Landa. Poc després el líder, Simon Clarke, perdia contacte amb el grup principal. En la part més dura de l'ascensió Alberto Contador va atacar i sols Fabio Aru i Richie Porte el van poder seguir. Mentrestant Rigoberto Urán no podia seguir el trio i finalment perdria 28 segons en acabar l'etapa. Porte i Aru van fer diversos atacs, però sense suficient força com per deixar enrere els seus rivals. Poc després a aquest trio se'ls uniria Landa, per formar un quartet de perseguidors que aniria superant a bona part dels escapats. Polanc va guanyar l'etapa en solitari, amb 1' 31" sobre Chavanel, i Aru, que en acabar tercer aconseguí 4" de bonificacions. Contador passà a ser el nou líder, amb tan sols dos segons sobre Aru i 18 sobre Porte.
|    | Ciclista               | Equip                 | Temps      |
| -- | ---------------------- | --------------------- | ---------- |
| 1  | Jan Polanc (SLO)       | Lampre-Merida         | 4h 09' 18" |
| 2  | Sylvain Chavanel (FRA) | IAM Cycling           | + 1' 31"   |
| 3  | Fabio Aru (ITA)        | Astana Qazaqstan Team | + 1' 31"   |
| 4  | Alberto Contador (ESP) | Team Tinkoff-Saxo     | + 1' 31"   |
| 5  | Richie Porte (AUS)     | Team Sky              | + 1' 31"   |
| 6  | Mikel Landa (ESP)      | Astana Qazaqstan Team | + 1' 44"   |
| 7  | Dario Cataldo (ITA)    | Astana Qazaqstan Team | + 1' 53"   |
| 8  | Iuri Trofímov (RUS)    | Team Katusha          | + 1' 53"   |
| 9  | Damiano Caruso (ITA)   | BMC Racing Team       | + 1' 53"   |
| 10 | Darwin Atapuma (COL)   | BMC Racing Team       | + 1' 53"   |

|    | Ciclista                | Equip                 | Temps       |
| -- | ----------------------- | --------------------- | ----------- |
| 1  | Alberto Contador (ESP)  | Team Tinkoff-Saxo     | 16h 05' 54" |
| 2  | Fabio Aru (ITA)         | Astana Qazaqstan Team | + 2"        |
| 3  | Richie Porte (AUS)      | Team Sky              | + 20"       |
| 4  | Roman Kreuziger (CZE)   | Team Tinkoff-Saxo     | + 22"       |
| 5  | Dario Cataldo (ITA)     | Astana Qazaqstan Team | + 28"       |
| 6  | Esteban Chaves (COL)    | Orica-GreenEDGE       | + 37"       |
| 7  | Giovanni Visconti (ITA) | Movistar Team         | + 56"       |
| 8  | Mikel Landa (ESP)       | Astana Qazaqstan Team | + 1' 01"    |
| 9  | Davide Formolo (ITA)    | Cannondale-Garmin     | + 1' 15"    |
| 10 | Andrey Amador (CRC)     | Movistar Team         | + 1' 18"    |

### Etapa 6
14 de maig de 2015 — Montecatini Terme – Castiglione della Pescaia, 183 km

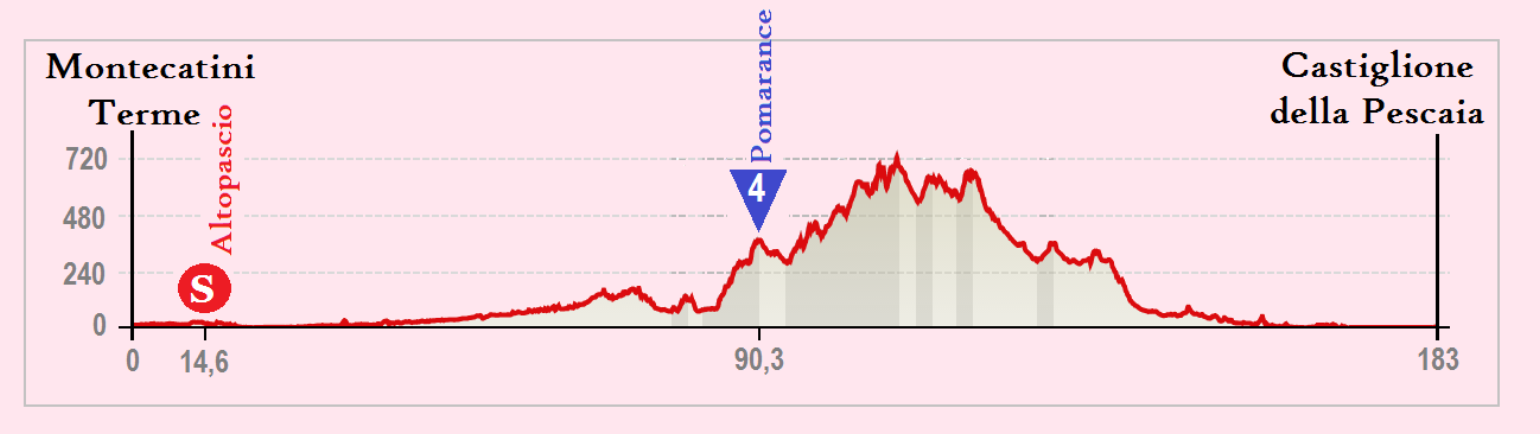
Perfil de la 6a etapa

Després de dues etapes de mitja muntanya arriba una etapa plana, propícia pels esprintadors. L'etapa és majoritàriament plana i sols al tram central, entre el quilòmetre 80 i 140 presenta un tram ondulat, en què es passa dels 70 msnm als 624, i on hi ha l'única cota puntuable del dia, Pomarance, de quarta categoria. Els darrers 50 quilòmetres són totalment plans. Els dos esprints intermedis del dia es troben a Altopascio i Ribolla.
Amb tan sols dos quilòmetres d'etapa disputats es forma la primera escapada del dia, integrada per Marek Rutkiewicz (CCC Sprandi Polkowice) i Eduard-Michael Grosu (Nippo-Vini Fantini). Al quilòmetre 20 se'ls uniren Marco Bandiera (GW Erco Shimano), Alessandro Malaguti (Nippo-Vini Fantini) i Alan Marangoni (Cannondale-Garmin). L'avantatge dels escapats va ser com a molt de cinc minuts, baixant a tres minuts al pas pel segon esprint intermedi. En aquest punt entrà un fort vent lateral i de cara, baixant ràpidament l'avantatge dels escapats, fins a ser neutralitzats a manca de 14 quilòmetres. En l'esprint final hi va haver una caiguda provocada pel xoc de l'italià Daniele Colli (Nippo-Vini Fantini) amb un teleobjectiu d'un espectador i en què es van veure implicats diversos ciclistes, entre ells Alberto Contador (Team Tinkoff-Saxo). La victòria d'etapa fou per a André Greipel (Lotto Soudal). Amb la victòria Greipel passa a liderar la classificació per punts. En ser la caiguda dins els darrers 3 quilòmetres no hi ha canvis en la classificació general. Colli hagué d'abandonar per una fractura d'húmer, mentre a Contador se li va dislocar l'espatlla esquerra, cosa que li va impedir posar-se el mallot rosa en l'entrega de premis.
|    | Ciclista                  | Equip               | Temps      |
| -- | ------------------------- | ------------------- | ---------- |
| 1  | André Greipel (GER)       | Lotto Soudal        | 4h 19' 42" |
| 2  | Matteo Pelucchi (ITA)     | IAM Cycling         | m.t        |
| 3  | Sacha Modolo (ITA)        | Lampre-Merida       | m.t        |
| 4  | Manuel Belletti (ITA)     | Southeast           | m.t        |
| 5  | Giacomo Nizzolo (ITA)     | Trek Factory Racing | m.t        |
| 6  | Alessandro Petacchi (ITA) | Southeast           | m.t        |
| 7  | Elia Viviani (ITA)        | Team Sky            | m.t        |
| 8  | Luka Mezgec (SLO)         | Team Giant-Alpecin  | m.t        |
| 9  | Nicola Ruffoni (ITA)      | Bardiani CSF        | m.t        |
| 10 | Davide Appollonio (ITA)   | GW Erco Shimano     | m.t        |

|    | Ciclista                | Equip                 | Temps       |
| -- | ----------------------- | --------------------- | ----------- |
| 1  | Alberto Contador (ESP)  | Team Tinkoff-Saxo     | 20h 25' 36" |
| 2  | Fabio Aru (ITA)         | Astana Qazaqstan Team | + 2"        |
| 3  | Richie Porte (AUS)      | Team Sky              | + 20"       |
| 4  | Roman Kreuziger (CZE)   | Team Tinkoff-Saxo     | + 22"       |
| 5  | Dario Cataldo (ITA)     | Astana Qazaqstan Team | + 28"       |
| 6  | Esteban Chaves (COL)    | Orica-GreenEDGE       | + 37"       |
| 7  | Giovanni Visconti (ITA) | Movistar Team         | + 56"       |
| 8  | Mikel Landa (ESP)       | Astana Qazaqstan Team | + 1' 01"    |
| 9  | Davide Formolo (ITA)    | Cannondale-Garmin     | + 1' 15"    |
| 10 | Andrey Amador (CRC)     | Movistar Team         | + 1' 18"    |

### Etapa 7
15 de maig de 2015 — Grosseto – Fiuggi, 264 km

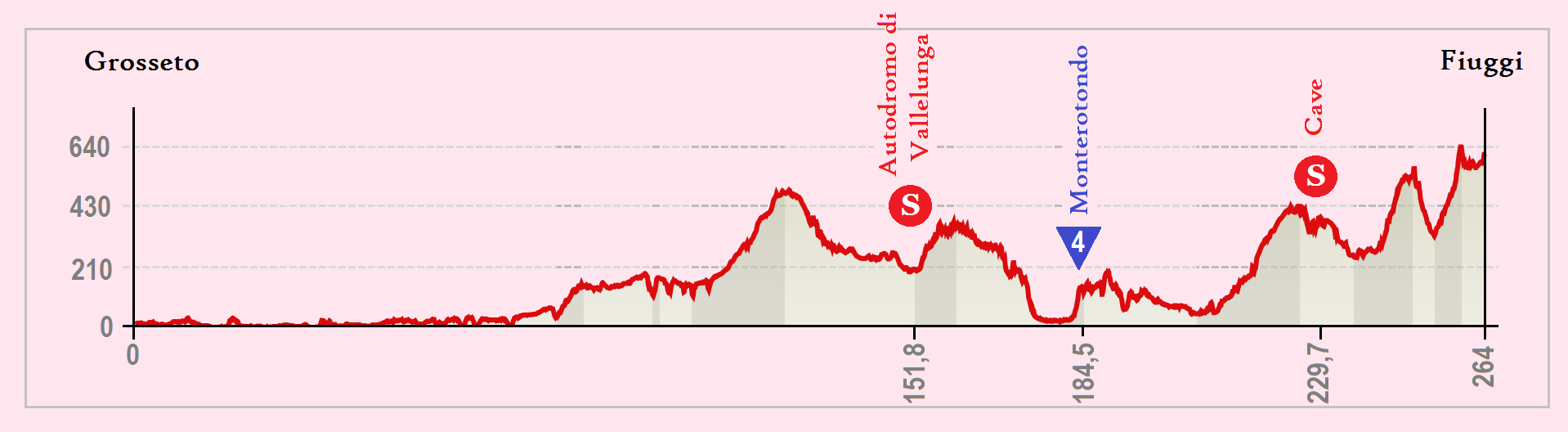
Perfil de la 7a etapa

Amb 264 quilòmetres de llargada és l'etapa més llarga al Giro d'Itàlia des del 2000. Durant l'etapa sols hi ha una petita cota puntuable de quarta categoria, Monterotondo (km 184,5), tot i que els darrers quilòmetres són amb tendència ascendent, passant dels 50 metres al km 200 als més de 600 de l'arribada.
Tot i la lesió a l'espatlla patida en l'etapa precedent, Alberto Contador va acabar prenent la sortida. L'escapada del dia fou formada per quatre ciclistes: Marco Bandiera (GW Erco Shimano), Nicola Boem (Bardiani CSF), Pierpaolo De Negri (Nippo-Vini Fantini) i Nikolai Mikhàilov (CCC Sprandi Polkowice). El gran grup, liderat per l'Astana Qazaqstan Team, que protegia a Contador, els va permetre obtenir fins a 10 minuts. El fort vent de cara i la llargada de l'etapa feien que s'anés a un ritme lent. L'avantatge dels escapats va començar a reduir-se quan el BMC Racing Team passà a encapçalar el gran grup. A manca de 21 quilòmetres per a la fi foren neutralitzats. Bona part dels esprintadors perderen contacte amb el gran grup fruit de la duresa dels quilòmetres finals i en l'esprint final el vencedor fou Diego Ulissi (Lampre-Merida), que d'aquesta manera aconseguia la seva primera victòria després de la sanció per dopatge. No hi hagué canvis en la classificació general i Contador va mantenir el liderat.
|    | Ciclista               | Equip                 | Temps      |
| -- | ---------------------- | --------------------- | ---------- |
| 1  | Diego Ulissi (ITA)     | Lampre-Merida         | 7h 22' 21" |
| 2  | Juan José Lobato (ESP) | Movistar Team         | m.t        |
| 3  | Simon Gerrans (AUS)    | Orica-GreenEDGE       | m.t        |
| 4  | Manuel Belletti (ITA)  | Southeast             | m.t        |
| 5  | Enrico Battaglin (ITA) | Bardiani CSF          | m.t        |
| 6  | Sonny Colbrelli (ITA)  | Bardiani CSF          | m.t        |
| 7  | Fabio Felline (ITA)    | Trek Factory Racing   | m.t        |
| 8  | Grega Bole (SLO)       | CCC Sprandi Polkowice | m.t        |
| 9  | Kévin Reza (FRA)       | FDJ                   | m.t        |
| 10 | Serguei Lagutin (RUS)  | Team Katusha          | m.t        |

|    | Ciclista                | Equip                 | Temps       |
| -- | ----------------------- | --------------------- | ----------- |
| 1  | Alberto Contador (ESP)  | Team Tinkoff-Saxo     | 27h 48' 00" |
| 2  | Fabio Aru (ITA)         | Astana Qazaqstan Team | + 2"        |
| 3  | Richie Porte (AUS)      | Team Sky              | + 20"       |
| 4  | Roman Kreuziger (CZE)   | Team Tinkoff-Saxo     | + 22"       |
| 5  | Dario Cataldo (ITA)     | Astana Qazaqstan Team | + 28"       |
| 6  | Esteban Chaves (COL)    | Orica-GreenEDGE       | + 37"       |
| 7  | Giovanni Visconti (ITA) | Movistar Team         | + 56"       |
| 8  | Mikel Landa (ESP)       | Astana Qazaqstan Team | + 1' 01"    |
| 9  | Davide Formolo (ITA)    | Cannondale-Garmin     | + 1' 15"    |
| 10 | Andrey Amador (CRC)     | Movistar Team         | + 1' 18"    |

### Etapa 8
16 de maig de 2015 — Fiuggi – Campitello Matese, 186 km

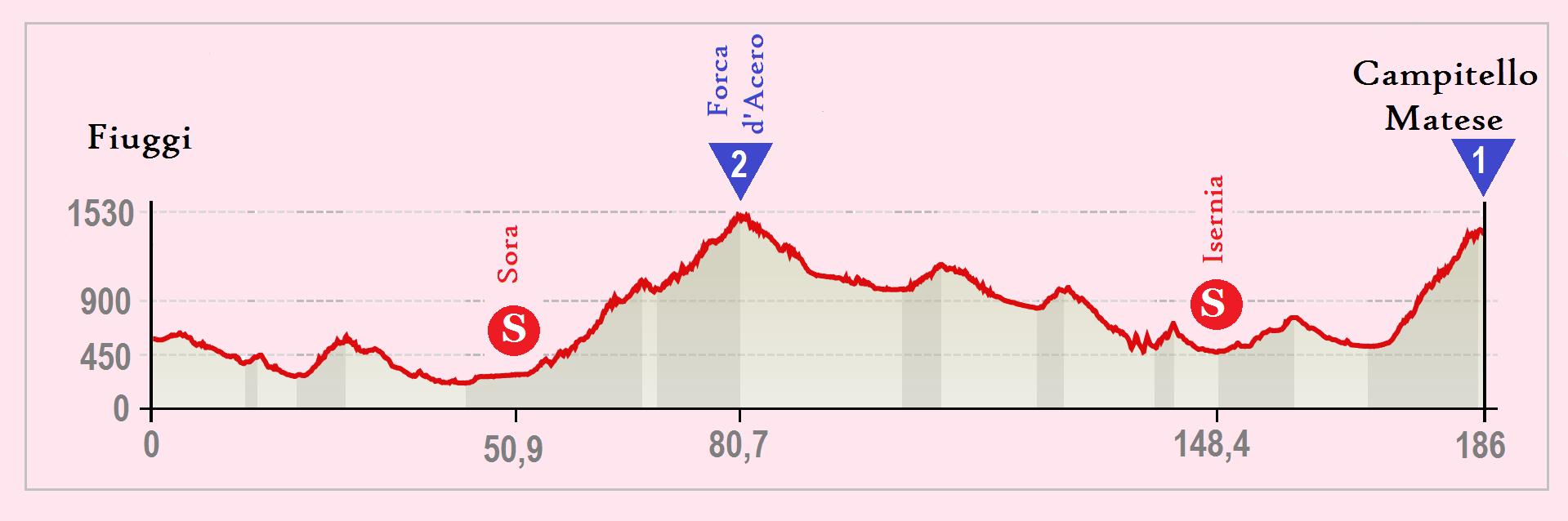
Perfil de la 8a etapa

Segona arribada en alt de la present edició. Durant el recorregut els ciclistes hauran de superar dos ports de muntanya, la Forca d'Acero, de segona categoria (km 80,7), de 28,2 km de llargada i una mitjana del 5%; i l'ascensió final a Campitello Matese, de 13,6 quilòmetres amb un pendent mitjà del 6,5%. Els esprints intermedis es troben a Sora (km 50,9) i Isernia (km 148,4).
En els primers quilòmetres d'etapa hi va haver diversos intents d'escapada i la cursa va ser una mica caòtica. Tan bon punt Alberto Contador es trobava en un segon grup, un minut rere els altres favorits, com estava al davant i fins i tot bonificava al pas pel primer esprint intermedi de Sora. Poc després d'aquest punt Steven Kruijswijk (Team LottoNL-Jumbo) atacà i fou seguit per deu ciclistes més. Aquest grup es fraccionà i Kruijswijk, Carlos Betancur (AG2R La Mondiale) i Kristof Vandewalle (Trek Factory Racing) iniciaren l'ascensió final a Campitello Matese amb minut i mig sobre els antics companys d'escapada, entre els quals hi havia Beñat Intxausti (Movistar Team) i Sébastien Reichenbach (IAM Cycling); i quatre sobre el gran grup. A 11 km de l'arribada Betancur accelerà, però fou respost ràpidament per Kruijswijk. Mentrestant Intxausti i Reichenbach anaven retallant la diferència, fins a col·locar-se al capdavant de la cursa. A manca de 3,5 km Intxausti atacà i marxà en solitari cap a la victòria final, la segona en aquesta cursa després de l'aconseguida el 2013, amb vint segons de diferència sobre Mikel Landa, que havia deixat el grup principal. Entre els favorits a la victòria final sols Fabio Aru (Astana Qazaqstan Team) intentà moure's, però ràpidament fou seguit per Cotador, Porte i Urán. No hi hagué canvis significatius en la classificació general.
|    | Ciclista                    | Equip                 | Temps      |
| -- | --------------------------- | --------------------- | ---------- |
| 1  | Beñat Intxausti (ESP)       | Movistar Team         | 4h 51' 34" |
| 2  | Mikel Landa (ESP)           | Astana Qazaqstan Team | + 20"      |
| 3  | Sébastien Reichenbach (SUI) | IAM Cycling           | + 31"      |
| 4  | Fabio Aru (ITA)             | Astana Qazaqstan Team | + 35"      |
| 5  | Alberto Contador (ESP)      | Team Tinkoff-Saxo     | + 35"      |
| 6  | Richie Porte (AUS)          | Team Sky              | + 35"      |
| 7  | Rigoberto Uran (COL)        | Etixx-Quick Step      | + 35"      |
| 8  | Dario Cataldo (ITA)         | Astana Qazaqstan Team | + 35"      |
| 9  | Damiano Cunego (ITA)        | Nippo-Vini Fantini    | + 45"      |
| 10 | Damiano Caruso (ITA)        | BMC Racing Team       | + 45"      |

|    | Ciclista                | Equip                 | Temps       |
| -- | ----------------------- | --------------------- | ----------- |
| 1  | Alberto Contador (ESP)  | Team Tinkoff-Saxo     | 32h 40' 07" |
| 2  | Fabio Aru (ITA)         | Astana Qazaqstan Team | + 4"        |
| 3  | Richie Porte (AUS)      | Team Sky              | + 22"       |
| 4  | Dario Cataldo (ITA)     | Astana Qazaqstan Team | + 30"       |
| 5  | Mikel Landa (ESP)       | Astana Qazaqstan Team | + 42"       |
| 6  | Roman Kreuziger (CZE)   | Team Tinkoff-Saxo     | + 1' 00"    |
| 7  | Giovanni Visconti (ITA) | Movistar Team         | + 1' 16"    |
| 8  | Rigoberto Uran (COL)    | Etixx-Quick Step      | + 1' 24"    |
| 9  | Damiano Caruso (ITA)    | BMC Racing Team       | + 1' 34"    |
| 10 | Andrey Amador (CRC)     | Movistar Team         | + 1' 38"    |

### Etapa 9
17 de maig de 2015 — Benevento – San Giorgio del Sannio, 224 km

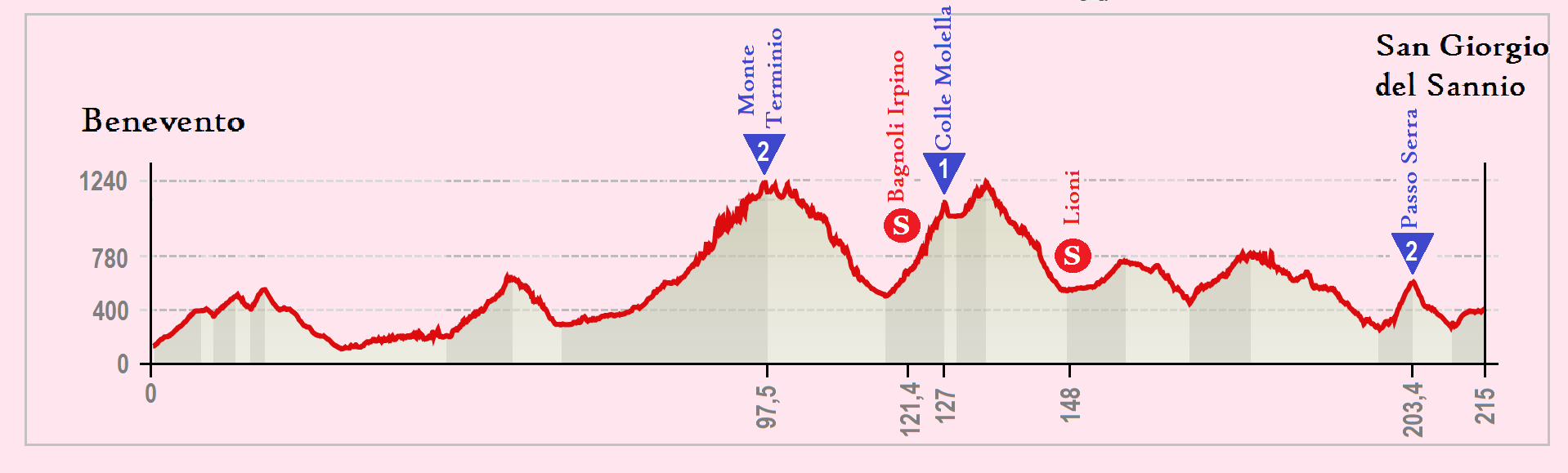
Perfil de la 9a etapa

Etapa de mitja muntanya, amb 4.000 metres de desnivell i tres passos puntuables durant el recorregut. La primera ascensió és el Monte Terminio (km 97,5), una llarga ascensió de 20 km al 4,2% de mitjana, de segona categoria. Aquesta ascensió enllaça amb el Colle Molella, de primera, que es corona al km 127 després de 9,5 d'ascensió al 6,5% de desnivell i rampes de fins al 12%. A 12 km per l'arribada hi ha la darrera ascensió del dia, el Passo Serra, de segona, de tan sols 3,6 km de llargada, però amb un desnivell mitjà del 8%. Els dos esprints del dia es troben a Bagnoli Irpino i Lioni.
L'escapada del dia es va formar al km 52 d'etapa, quan onze ciclistes, entre els quals destaquen Amaël Moinard (BMC Racing Team) i Ryder Hesjedal (Cannondale-Garmin), es distancien del gran grup. Al pas pel Monte Terminio disposen de 5' 53" sobre el gran grup. Simon Geschke corona en primera posició els dos primers ports del dia, amb la qual cosa passa a liderar la classificació de la muntanya. En el descens del segon port Tom-Jelte Slagter deixa enrere els seus companys d'escapada, passant en primera posició pel segon esprint del dia. A manca de 50 km per l'arribada Slagter disposava de gairebé 6 minuts sobre el gran grup. Entre els antics companys d'escapada Paolo Tiralongo i Jesús Herrada es van mostrar els més ambiciosos. En l'ascensió final al Passo Serra Tiralongo deixà enrere la resta d'escapats i marxà en solitari a la caça de Slagter, que coronà el coll amb pocs segons d'avantatge. Entre els favorits novament Fabio Aru fou el primer a atacar, i novament sols fou seguit per Alberto Contador, Richie Porte i Mikel Landa. Tiralongo contactà amb Slagter a manca de 8,1 quilòmetres, i poc després el deixà enrere, per marxar en solitari cap a la victòria, que aconseguí amb 21" d'avantatge sobre Steven Kruijswijk. Aru aconseguí retallar un segon a Contador en l'esprint final, mentre Rigoberto Urán perdia 46 segons sobre Contador. Amb aquesta victòria d'etapa Tiralongo es convertia en el ciclista més vell en aconseguir una victòria d'etapa al Giro d'Itàlia, amb 37 anys i 313 dies, superant els 37 anys i 186 dies amb els quals va vèncer Giovanni Rossignoli el 1920.
|    | Ciclista                | Equip                 | Temps      |
| -- | ----------------------- | --------------------- | ---------- |
| 1  | Paolo Tiralongo (ITA)   | Astana Qazaqstan Team | 5h 50' 31" |
| 2  | Steven Kruijswijk (NED) | Team LottoNL-Jumbo    | + 21"      |
| 3  | Simon Geschke (GER)     | Team Giant-Alpecin    | + 23"      |
| 4  | Amael Moinard (FRA)     | BMC Racing Team       | + 23"      |
| 5  | Jesús Herrada (ESP)     | Movistar Team         | + 23"      |
| 6  | Carlos Betancur (COL)   | AG2R La Mondiale      | + 23"      |
| 7  | Tom-Jelte Slagter (NED) | Cannondale-Garmin     | + 23"      |
| 8  | Kenny Elissonde (FRA)   | FDJ                   | + 23"      |
| 9  | Ryder Hesjedal (CAN)    | Cannondale-Garmin     | + 27"      |
| 10 | Fabio Aru (ITA)         | Astana Qazaqstan Team | + 56"      |

|    | Ciclista                | Equip                 | Temps       |
| -- | ----------------------- | --------------------- | ----------- |
| 1  | Alberto Contador (ESP)  | Team Tinkoff-Saxo     | 38h 31' 35" |
| 2  | Fabio Aru (ITA)         | Astana Qazaqstan Team | + 3"        |
| 3  | Richie Porte (AUS)      | Team Sky              | + 22"       |
| 4  | Mikel Landa (ESP)       | Astana Qazaqstan Team | + 46"       |
| 5  | Dario Cataldo (ITA)     | Astana Qazaqstan Team | + 1' 16"    |
| 6  | Roman Kreuziger (CZE)   | Team Tinkoff-Saxo     | + 1' 46"    |
| 7  | Giovanni Visconti (ITA) | Movistar Team         | + 2' 02"    |
| 8  | Rigoberto Uran (COL)    | Etixx-Quick Step      | + 2' 10"    |
| 9  | Damiano Caruso (ITA)    | BMC Racing Team       | + 2' 20"    |
| 10 | Andrey Amador (CRC)     | Movistar Team         | + 2' 24"    |

### Etapa 10
19 de maig de 2015 — Civitanova Marche – Forlì, 200 km

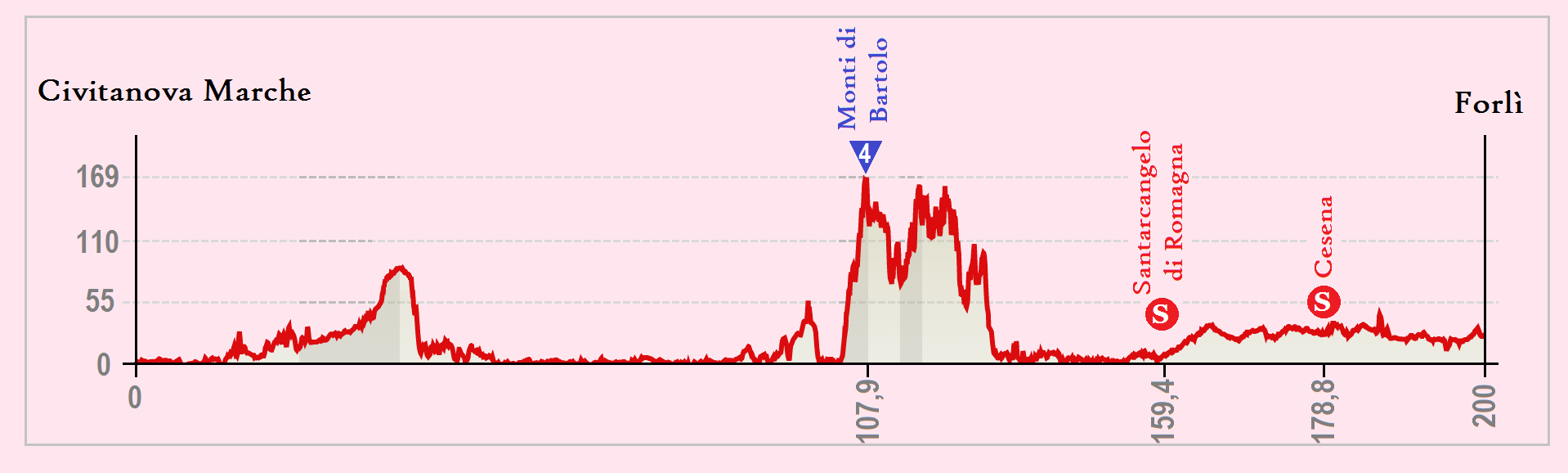
Perfil de la 10a etapa

La segona etapa del Giro comença amb una etapa totalment plana tot seguint la costa del mar Adriàtic, amb sols una petita cota de quarta categoria al quilòmetre 108. Els dos esprints del dia es troben a Santarcangelo di Romagna i Cesena.
L'escapada del dia és formada per cinc ciclistes italians: Nicola Boem (Bardiani CSF), Alessandro Malaguti (Nippo-Vini Fantini), Matteo Busato (Southeast), Alan Marangoni (Cannondale-Garmin) i Oscar Gatto (GW Erco Shimano). L'escapada va arribar a tenir fins a 5 minuts sobre el gran grup, abans aquest no passés a ser encapçalat pels equips dels esprintadors. Amb tot, els escapats aconseguiren mantenir una diferència de prop de dos minuts sobre el gran grup. A manca de 13 quilòmetres Gatto va patir una avaria mecànica que el dur a perdre contacte amb els escapats i ser reintegrat al gran grup. Poc després, a 5 quilòmetres pel final, la diferència dels escapats era sols d'un minut, però aquesta tenia la sort de tenir un vent favorable. En els darrers quilòmetres Marangoni atacà a la recerca de la victòria d'etapa, però fou agafat prop de la meta. Finalment va ser Boem el que va guanyar l'etapa a l'esprint. Amb aquesta victòria d'etapa Boem passava a liderar la classificació per punts. Divuit segons més tard Giacomo Nizzolo encapçalava el gran grup, mentre Alberto Contador mantenia el liderat. En aquest gran grup no hi havia Richie Porte, que per culpa d'una punxada a manca de 7 quilòmetres no pogué reintegrar-se al gran grup tot i els esforços del Team Sky i acabà perdent 47 segons, perdent una posició a la general. Hores després Porte va rebre una penalització de dos minuts per un canvi de roda il·legal, ja que no va ser ajudat per un ciclista del seu equip, sinó pel seu compatriota Simon Clarke (Orica-GreenEDGE). Com a resultat Porte passava a estar 3' 09" rere Contador en la general.
|    | Ciclista                  | Equip               | Temps      |
| -- | ------------------------- | ------------------- | ---------- |
| 1  | Nicola Boem (ITA)         | Bardiani CSF        | 4h 26' 16" |
| 2  | Matteo Busato (ITA)       | Southeast           | s.t.       |
| 3  | Alessandro Malaguti (ITA) | Nippo-Vini Fantini  | + 2"       |
| 4  | Alan Marangoni (ITA)      | Cannondale-Garmin   | + 4"       |
| 5  | Giacomo Nizzolo (ITA)     | Trek Factory Racing | + 18"      |
| 6  | Sacha Modolo (ITA)        | Lampre-Merida       | + 18"      |
| 7  | André Greipel (GER)       | Lotto Soudal        | + 18"      |
| 8  | Luka Mezgec (SLO)         | Team Giant-Alpecin  | + 18"      |
| 9  | Nicola Ruffoni (ITA)      | Bardiani CSF        | + 18"      |
| 10 | Davide Appollonio (ITA)   | GW Erco Shimano     | + 18"      |

|    | Ciclista                | Equip                 | Temps       |
| -- | ----------------------- | --------------------- | ----------- |
| 1  | Alberto Contador (ESP)  | Team Tinkoff-Saxo     | 42h 58' 09" |
| 2  | Fabio Aru (ITA)         | Astana Qazaqstan Team | + 3"        |
| 3  | Mikel Landa (ESP)       | Astana Qazaqstan Team | + 46"       |
| 4  | Dario Cataldo (ITA)     | Astana Qazaqstan Team | + 1' 16"    |
| 5  | Roman Kreuziger (CZE)   | Team Tinkoff-Saxo     | + 1' 46"    |
| 6  | Rigoberto Uran (COL)    | Etixx-Quick Step      | + 2' 10"    |
| 7  | Giovanni Visconti (ITA) | Movistar Team         | + 2' 12"    |
| 8  | Damiano Caruso (ITA)    | BMC Racing Team       | + 2' 20"    |
| 9  | Andrey Amador (CRC)     | Movistar Team         | + 2' 24"    |
| 10 | Leopold König (CZE)     | Team Sky              | + 2' 30"    |

### Etapa 11
20 de maig de 2015 — Forlì – Imola, 153 km

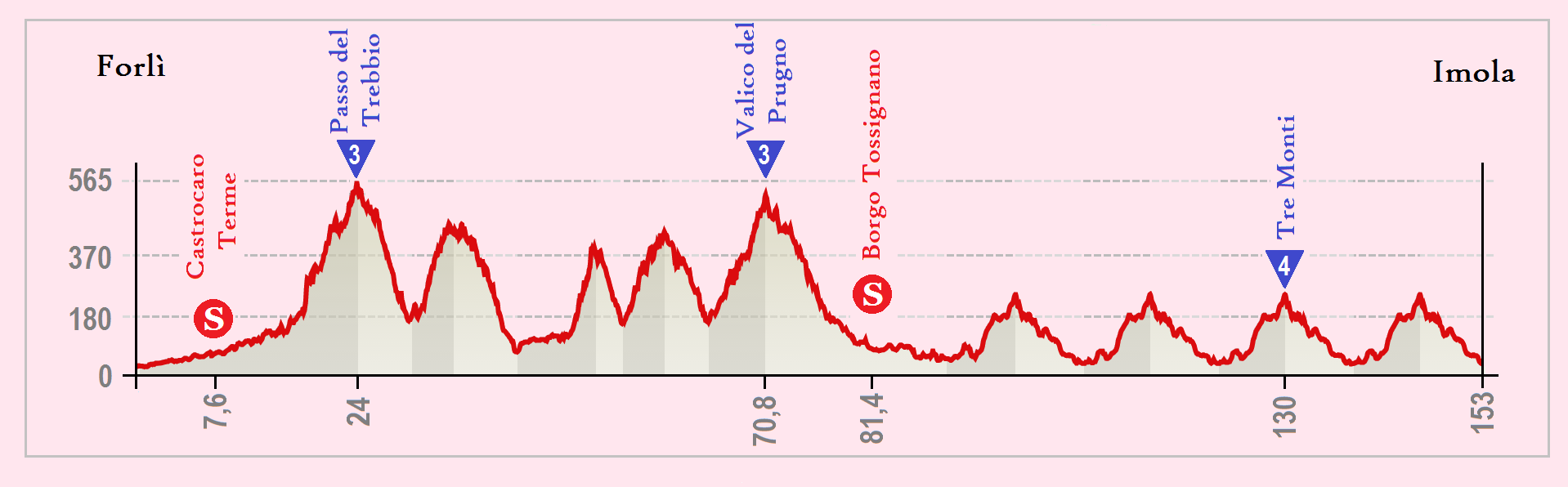
Perfil de l'11a etapa

Etapa de mitja muntanya, amb tres passos puntuables, el Passo Del Trebio (km 24) i el Valico Del Prugno (km 70,8), ambdós de tercera categoria, i el Tre Monti, de quarta (km 130), que es passa quatre vegades durant l'etapa (km 99, 114, 130 i 154), però que sols puntua en el tercer dels passos. Alhora hi ha tres ascensions més (km km 35, 51 i 59) que l'organització no fa puntuables. Després de superar el Valico Del Prugno, el recorregutm entra al circuit d'Imola, on es fa un circuit de 15,4 km al qual donen tres voltes. És en aquest circuit final on hi ha el pas per Tre Monti. Els esprints especials es troben a Castrocaro Terme e Terra del Sole (km 7,6) i Borgo Tossignano (km 81,4).
Etapa disputada sota una constant pluja que va dificultar el pas per les carreteres, en especial dins el circuit final. La presència del primer esprint intermedi al quilòmetres 7,6 d'etapa, guanyat per Giacomo Nizzolo, va fer que l'escapada del dia no es comencés a gestar fins més endavant. L'escapada es va anar gestat per parts, fins a ser 12 els escapats. Entre els escapats destacava la presència de Beñat Intxausti, Steven Kruijswijk, Ilnur Zakarin, Carlos Betancur, Sylvain Chavanel i Ryder Hesjedal, millor classificat dels escapats a 6' 16" d'Alberto Contador. Els escapats aconseguiren una màxima difència de 3' 48", fins que el BMC Racing Team passà a comandar el gran grup. A manca de 45 quilòmetres i ja dins el circuit final els escapats mantenien 57 segons, però en deixar de tirar el BMC, aquesta tornà a créixer. A 400 metres de coronar per penúltima vegada Tre Tre Monti va atacar Zakarin, el qual a poc a poc anà augmentant les diferències fins a guanyar l'etapa amb gairebé un minut sobre l'immediat perseguidor. En el darrer pas per Tre Monti fou Contador el que va atacar, però veient que era seguit per tots els favorits cessà en el seu intent.
|    | Ciclista                | Equip                 | Temps      |
| -- | ----------------------- | --------------------- | ---------- |
| 1  | Ilnur Zakarin (RUS)     | Team Katusha          | 3h 55' 08" |
| 2  | Carlos Betancur (COL)   | AG2R La Mondiale      | + 53"      |
| 3  | Franco Pellizotti (ITA) | GW Erco Shimano       | + 53"      |
| 4  | Beñat Intxausti (ESP)   | Movistar Team         | + 53"      |
| 5  | Diego Rosa (ITA)        | Astana Qazaqstan Team | + 53"      |
| 6  | Steven Kruijswijk (NED) | Team LottoNL-Jumbo    | + 53"      |
| 7  | Ryder Hesjedal (CAN)    | Cannondale-Garmin     | + 53"      |
| 8  | Maciej Paterski (POL)   | CCC Sprandi Polkowice | + 58"      |
| 9  | Philippe Gilbert (BEL)  | BMC Racing Team       | + 58"      |
| 10 | Juan José Lobato (ESP)  | Movistar Team         | + 1' 02"   |

|    | Ciclista                | Equip                 | Temps       |
| -- | ----------------------- | --------------------- | ----------- |
| 1  | Alberto Contador (ESP)  | Team Tinkoff-Saxo     | 46h 54' 19" |
| 2  | Fabio Aru (ITA)         | Astana Qazaqstan Team | + 3"        |
| 3  | Mikel Landa (ESP)       | Astana Qazaqstan Team | + 46"       |
| 4  | Dario Cataldo (ITA)     | Astana Qazaqstan Team | + 1' 16"    |
| 5  | Roman Kreuziger (CZE)   | Team Tinkoff-Saxo     | + 1' 46"    |
| 6  | Rigoberto Uran (COL)    | Etixx-Quick Step      | + 2' 10"    |
| 7  | Giovanni Visconti (ITA) | Movistar Team         | + 2' 12"    |
| 8  | Damiano Caruso (ITA)    | BMC Racing Team       | + 2' 20"    |
| 9  | Andrey Amador (CRC)     | Movistar Team         | + 2' 24"    |
| 10 | Leopold König (CZE)     | Team Sky              | + 2' 30"    |

### Etapa 12
21 de maig de 2015 — Imola – Vicenza (Monte Berico), 190 km

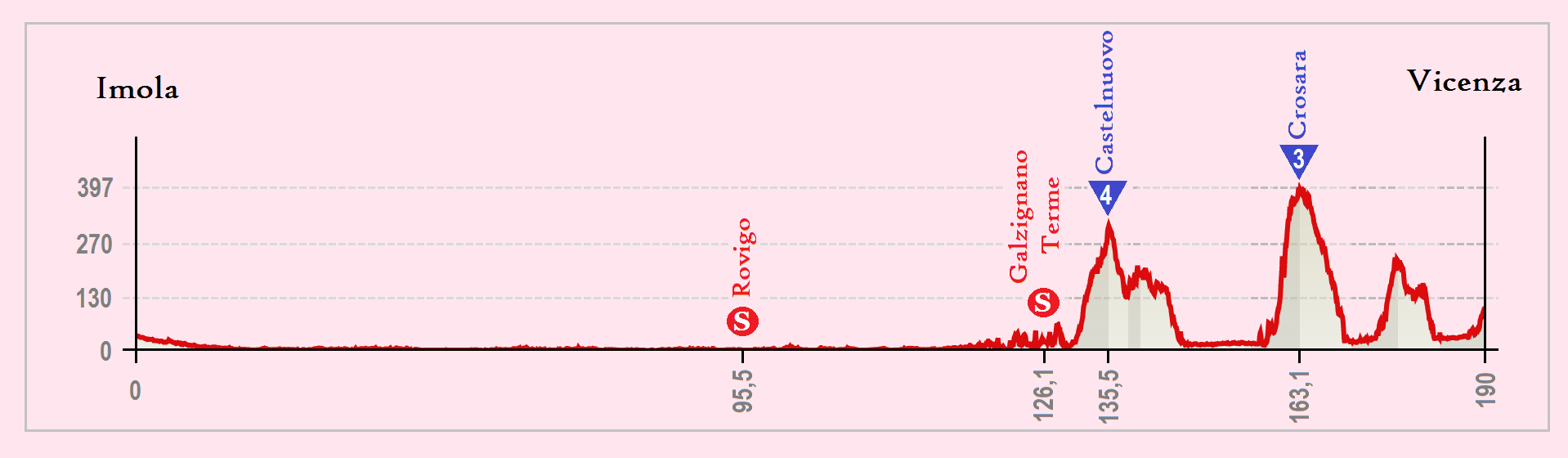
Perfil de la 12a etapa

Etapa totalment plana en els seus primers 130 quilòmetres, però amb un final més mogut, amb tres petites ascensions puntuables: la cota de quarta categoria de Castelnuovo (km 135,5), la de tercera de Crosara (km 163,1) i l'ascensió final al Monte Berico de Vicenza, de quarta. Entre aquestes dues darreres cotes puntuables hi ha l'ascensió no puntuable a Perarolo també es troba en la ruta. L'ascens final al monte Berico té poc més d'un quilòmetre, a una mitjana del 7,1% i rampes de fins a l'11%. Els dos esprints intermedis del dia es troben a Rovigo (km 95,5) i Galzignano Terme (km 126,1).
Nova etapa disputada sota la pluja que va provocar nombroses caigudes, entre elles les de Stef Clement, Simon Gerrans i Stefan Küng, el darrer dels quals es fracturà una vèrtebra i haurà d'estar inactiu durant tres o quatre mesos. Els primers 70 quilòmetres es van disputar a un ritme endimoniat, a gairebé 50 km/h, sense que es permetés cap escapada. Finalment cinc ciclistes aconseguiren escapolir-se del gran grup, però no obtingueren ni 2 minuts i a 47 quilòmetres de l'arribada ja foren neutralitzats pel gran grup. En l'ascensió a Crosara Beñat Intxausti va atacar a la recerca dels punts per consolidar el seu liderat en la classificació de la muntanya. En el descens atacà Alexandre Geniez, però acabà sent neutralitzat després d'estar a punt de caure en tres ocasions. En l'ascensió a Perarolo Franco Pellizotti atacà i fou seguit per Tanel Kangert, però finalment foren neutralitzats en l'ascensió final al mont Berico. Philippe Gilbert va demostrar ser el més fort en aquest curta, però dura ascensió final i es va imposar en solitari, amb tres segons sobre Alberto Contador. Contador va perdre vuit segons, que sumats als 6 de la bonificació deixaren al sard a 17" en la classificació general.
|    | Ciclista                    | Equip                 | Temps      |
| -- | --------------------------- | --------------------- | ---------- |
| 1  | Philippe Gilbert (BEL)      | BMC Racing Team       | 4h 22' 50" |
| 2  | Alberto Contador (ESP)      | Team Tinkoff-Saxo     | + 3"       |
| 3  | Diego Ulissi (ITA)          | Lampre-Merida         | + 3"       |
| 4  | Simon Geschke (GER)         | Team Giant-Alpecin    | + 3"       |
| 5  | Enrico Battaglin (ITA)      | Bardiani CSF          | + 3"       |
| 6  | Paolo Tiralongo (ITA)       | Astana Qazaqstan Team | + 3"       |
| 7  | Ion Izagirre (ESP)          | Movistar Team         | + 6"       |
| 8  | Carlos Betancur (COL)       | AG2R La Mondiale      | + 6"       |
| 9  | Jurgen Van den Broeck (BEL) | Lotto Soudal          | + 6"       |
| 10 | Mikel Landa (ESP)           | Astana Qazaqstan Team | + 6"       |

|    | Ciclista                | Equip                 | Temps       |
| -- | ----------------------- | --------------------- | ----------- |
| 1  | Alberto Contador (ESP)  | Team Tinkoff-Saxo     | 51h 17' 06" |
| 2  | Fabio Aru (ITA)         | Astana Qazaqstan Team | + 17"       |
| 3  | Mikel Landa (ESP)       | Astana Qazaqstan Team | + 55"       |
| 4  | Dario Cataldo (ITA)     | Astana Qazaqstan Team | + 1' 30"    |
| 5  | Roman Kreuziger (CZE)   | Team Tinkoff-Saxo     | + 1' 55"    |
| 6  | Rigoberto Uran (COL)    | Etixx-Quick Step      | + 2' 19"    |
| 7  | Giovanni Visconti (ITA) | Movistar Team         | + 2' 21"    |
| 8  | Damiano Caruso (ITA)    | BMC Racing Team       | + 2' 29"    |
| 9  | Andrey Amador (CRC)     | Movistar Team         | + 2' 38"    |
| 10 | Leopold König (CZE)     | Team Sky              | + 2' 44"    |

### Etapa 13
22 de maig de 2015 — Montecchio Maggiore – Jesolo, 147 km

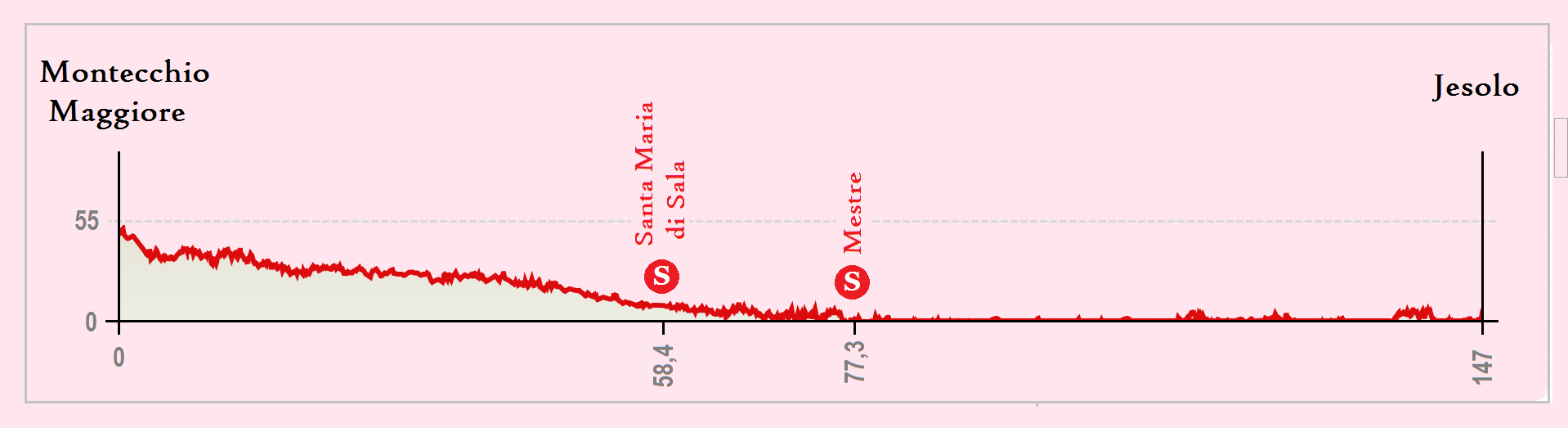
Perfil de la 13a etapa

Etapa totalment plana, per la plana del Po i amb final a la costa del mar Adriàtic. Els dos esprints intermedis del dia es troben a Santa Maria di Sala i Mestre.
Tercera etapa consecutiva disputada sota la pluja que va quedar marcada per una caiguda produïda a 3,2 quilòmetres de l'arribada en la qual es van veure implicats, entre d'altres, Alberto Contador i Richie Porte, però no pas Fabio Aru. Contador va perdre 36" sobre Aru, amb la qual cosa perdé el liderat de la cursa. Porte acabà perdent més de dos minuts sobre Aru. La victòria a l'esprint fou per a Sacha Modolo (Lampre-Merida).
|    | Ciclista                   | Equip               | Temps      |
| -- | -------------------------- | ------------------- | ---------- |
| 1  | Sacha Modolo (ITA)         | Lampre-Merida       | 3h 03' 08" |
| 2  | Giacomo Nizzolo (ITA)      | Trek Factory Racing | m. t.      |
| 3  | Elia Viviani (ITA)         | Team Sky            | m. t.      |
| 4  | Alexander Porsev (RUS)     | Team Katusha        | m. t.      |
| 5  | Eduard-Michael Grosu (ROU) | Nippo-Vini Fantini  | m. t.      |
| 6  | Maximiliano Richeze (ARG)  | Lampre-Merida       | m. t.      |
| 7  | Moreno Hofland (NED)       | Team LottoNL-Jumbo  | m. t.      |
| 8  | Nicola Ruffoni (ITA)       | Bardiani CSF        | m. t.      |
| 9  | Luka Mezgec (SLO)          | Team Giant-Alpecin  | m. t.      |
| 10 | Heinrich Haussler (AUS)    | IAM Cycling         | m. t.      |

|    | Ciclista                | Equip                 | Temps       |
| -- | ----------------------- | --------------------- | ----------- |
| 1  | Fabio Aru (ITA)         | Astana Qazaqstan Team | 51h 17' 06" |
| 2  | Alberto Contador (ESP)  | Team Tinkoff-Saxo     | + 19"       |
| 3  | Mikel Landa (ESP)       | Astana Qazaqstan Team | + 1' 14"    |
| 4  | Roman Kreuziger (CZE)   | Team Tinkoff-Saxo     | + 1' 38"    |
| 5  | Dario Cataldo (ITA)     | Astana Qazaqstan Team | + 1' 49"    |
| 6  | Rigoberto Uran (COL)    | Etixx-Quick Step      | + 2' 02"    |
| 7  | Damiano Caruso (ITA)    | BMC Racing Team       | + 2' 12"    |
| 8  | Andrey Amador (CRC)     | Movistar Team         | + 2' 21"    |
| 9  | Giovanni Visconti (ITA) | Movistar Team         | + 2' 40"    |
| 10 | Yury Trofimov (RUS)     | Team Katusha          | + 3' 15"    |

### Etapa 14
23 de maig de 2015 — Treviso – Valdobbiadene, 59,4 km, contrarellotge individual

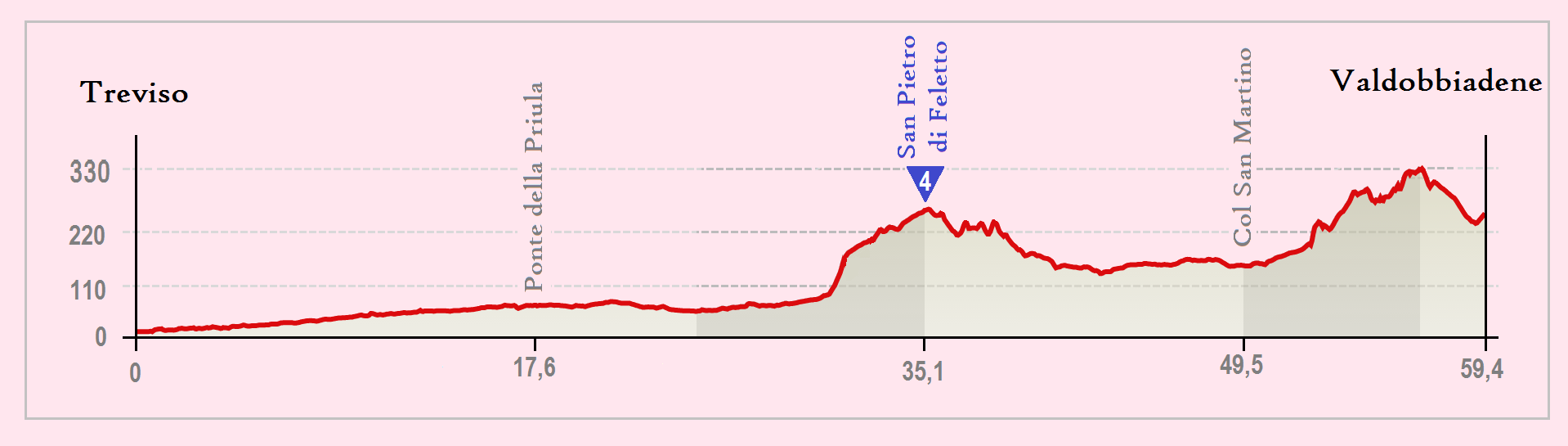
Perfil de la 14a etapa

Aquesta és l'única contrarellotge individual d'aquesta edició del Giro, la més llarga des del 2009, quan Denís Menxov guanyà la contrarellotge de 60,6 quilòmetres de camí cap a la victòria final. Els primers 30 quilòmetres de l'etapa són plans, mentre la resta són més ondulats, amb una tendència ascendent i la presència d'una petita cota de quarta categoria, San Pietro Di Feletto, al quilòmetre 35,1 d'etapa. En finalitzar el curt descens hi ha uns 10 quilòmetres plans abans d'afrontar una nova ascensió, no puntuable, de sis quilòmetres i rampes de fins al 10%. El curt i ràpid descens conduirà fins als darrers 400 metres, en pujada, a Valdobbiadene.
Els ciclistes prenen la sortida segons l'ordre invers a la classificació general, sent el primer a sortir el darrer classificat, en aquest cas Marco Coledan (Trek Factory Racing), que es troba a 3h 15' 15" de Fabio Aru. Amb tot, Coledan no fou el primer ciclista a acabar l'etapa, sinó que fou Michael Hepburn, el tercer en sortir, amb un temps d'1h 21' 05". Poc després Nikolai Mikhàilov el superà amb un temps d'1h 20' 32", 33 segons millor que Hepburn. El següent en millorar el temps fou Luke Durbridge, amb un temps d'1h 19' 28", més d'un minut millor que Mihaylov. Patrick Gretsch millorà el temps de Durbridge en més d'un minut, amb 1h 18' 15", però immediatament fou superat per Vasil Kiryienka, amb un temps d'1h 17' 52", 23 segons millor. Amb aquest temps Kiryienka es proclamà vencedor de l'etapa, ja que cap altra ciclista el superà.
Els darrers participants es van veure afectats per un vent canviant amb les hores, que acabà jugant en contra seva. Ciclites com Jurgen Van den Broeck, Andrey Amador i Leopold König van fer bons temps, cosa que els va permetre millorar les seves posicions en la classificació general. Entre els principals favorits Richie Porte fou el primer a prendre la sortida, però des d'un primer moment no marcà bons temps, i acabà l'etapa en la posició 55, a 4' 20" de Kiryienka. Rigoberto Urán no va poder repetir l'èxit de l'any anterior i va perdre 2' 45" amb Kiryienka. Alberto Contador, tot i estar masegat per les caigudes patides en dies anteriors, va realitzar el millor temps d'entre els favorits. Tot i fer 1' 05" pitjor temps que Kiryienka en el punt de control intermedi, Contador acabà avançant a Mikel Landa durant el recorregut i acabà a tan sols 14 segons del vencedor d'etapa. Per contra, Fabio Aru, maglia rosa, no va fer bons temps i acabà perdent 3' 01" amb Kiryienka, i cosa més important, 2' 47" amb Contador. Amb aquests temps Contador passà a encapçalar la classificació general amb 2' 28" sobre Aru i 3' 36" sobre Andrey Amador.
|    | Ciclista                    | Equip                 | Temps      |
| -- | --------------------------- | --------------------- | ---------- |
| 1  | Vasil Kiryienka (BLR)       | Team Sky              | 1h 17' 52" |
| 2  | Luis León Sánchez (ESP)     | Astana Qazaqstan Team | + 12"      |
| 3  | Alberto Contador (ESP)      | Team Tinkoff-Saxo     | + 14"      |
| 4  | Patrick Gretsch (GER)       | AG2R La Mondiale      | + 23"      |
| 5  | Steven Kruijswijk (NED)     | Team LottoNL-Jumbo    | + 1' 09"   |
| 6  | Tanel Kangert (EST)         | Astana Qazaqstan Team | + 1' 17"   |
| 7  | Jurgen Van Den Broeck (BEL) | Lotto Soudal          | + 1' 25"   |
| 8  | Fabio Felline (ITA)         | Trek Factory Racing   | + 1' 26"   |
| 9  | Tobias Ludvigsson (SWE)     | Team Giant-Alpecin    | + 1' 27"   |
| 10 | Luke Durbridge (AUS)        | Orica-GreenEDGE       | + 1' 36"   |

|    | Ciclista                    | Equip                 | Temps       |
| -- | --------------------------- | --------------------- | ----------- |
| 1  | Alberto Contador (ESP)      | Team Tinkoff-Saxo     | 55h 39' 00" |
| 2  | Fabio Aru (ITA)             | Astana Qazaqstan Team | + 2' 28"    |
| 3  | Andrey Amador (CRC)         | Movistar Team         | + 3' 36"    |
| 4  | Rigoberto Urán (COL)        | Etixx-Quick Step      | + 4' 14"    |
| 5  | Jurgen Van Den Broeck (BEL) | Lotto Soudal          | + 4' 17"    |
| 6  | Dario Cataldo (ITA)         | Astana Qazaqstan Team | + 4' 50"    |
| 7  | Mikel Landa (ESP)           | Astana Qazaqstan Team | + 4' 55"    |
| 8  | Damiano Caruso (ITA)        | BMC Racing Team       | + 4' 56"    |
| 9  | Roman Kreuziger (CZE)       | Team Tinkoff-Saxo     | + 4' 57"    |
| 10 | Leopold König (CZE)         | Team Sky              | + 5' 35"    |

### Etapa 15
24 de maig de 2015 — Marostica – Madonna di Campiglio, 165 km

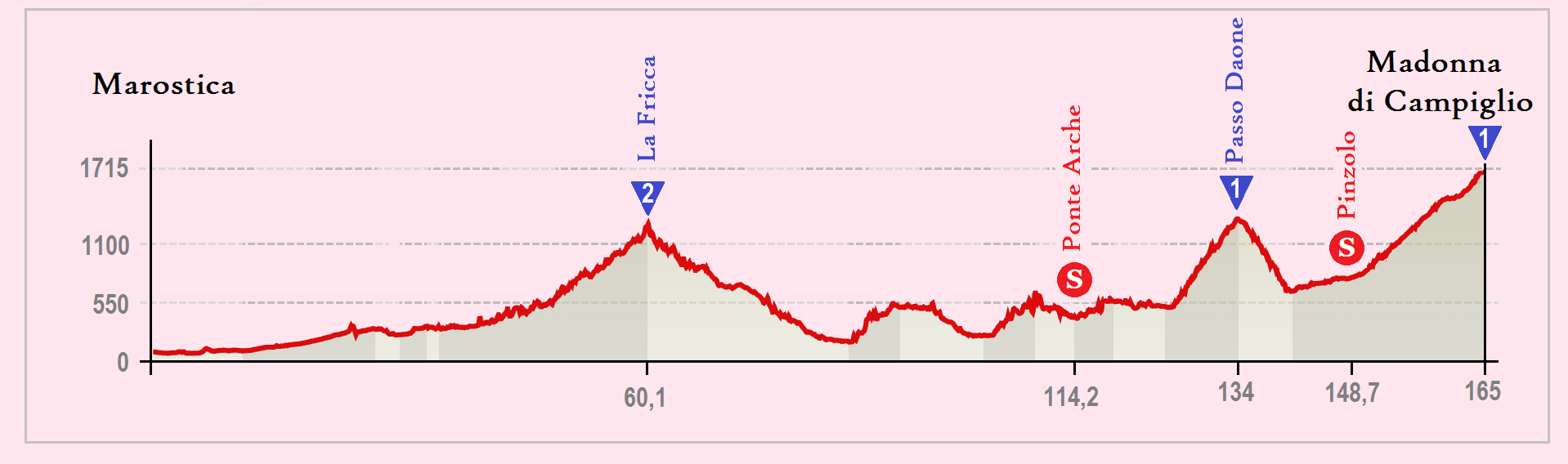
Perfil de la 15a etapa

El final de la segona setmana de cursa presenta la segona etapa d'alta muntanya d'aquest Giro, la primera de les dues etapes a les Dolomites. El recorregut presenta tres passos puntuables pel gran premi de la muntanya: La Fricca, de segona categoria, al km 60 (11,3 km al 5,1% de mitjana), el Passo Daone, de primera (km 134), de sols 8,4 quilòmetres de llargada però amb un desnivell mitjà del 9,2% i l'ascensió final a Madonna Di Campiglio. Aquesta ascensió sols s'havia realitzat en una edició del Giro, el 1999 quan Marco Pantani guanyà l'etapa. L'endemà Pantani fou expulsat de la cursa per presentar un alt nivell d'hematòcrit.
Després de quatre dies marcats pel mal temps els ciclistes es lleven amb un dia clar. Fins a mitja ascensió a La Fricca no es forma l'escapada del dia, quan un grup de deu homes prenen el comandament de la cursa. Entre els escapats destaca la presència de Giovanni Visconti (Movistar Team) sisè a la general a tan sols 6' 04" d'Alberto Contador (Team Tinkoff-Saxo). Els escapats sols obtingueren un forat de prop de dos minuts abans el gran grup no es decidís a imprimir un ritme de caça. En l'ascensió al Passo Daone, Visconti, Kanstantsín Siutsou (Team Sky), Hubert Dupont (AG2R La Mondiale) i Brent Bookwalter (BMC Racing Team) atacaren i deixaren enrere els altres sis ciclistes, que foren neutralitzats poc després. En la dura ascensió al Passo Daone Richie Porte i Rigoberto Urán perderen contacte amb la resta de favorits. Porte acabà perdent més de 27 minuts i acabà abandonant l'endemà. mentre Urán perdé més de 8 minuts i tota opció a una bona classificació final. Per davant Visconti coronà en primera posició el coll. Entre els favorits Contador no tenia cap company d'equip, mentre Fabio Aru en tenia fins a cinc.
En el descens diversos ciclistes van caure, entre ells Roman Kreuziger, novè a la general. A mesura s'acostava l'ascensió final a Di Campiglio, Siutsou i Visconti es despenjaren per ajudar el seu equip, mentre Dupont marxava en solitari, però fou agafat poc després del segon esprint del dia, on Contador va esprintar per aconseguir dos segon de bonificació. En l'ascensió final l'Astana Qazaqstan Team va continuar marcant el ritme, mentre el grup dels favorits perdia unitats i era de tan sols 8 unitats a manca de cinc quilòmetres per la fi. Mikel Landa fou el primer a atacar i fou seguit per Contador, Aru i Iuri Trofimov. En els darrers quilòmetres tant Contador com Trofimov també atacaren, però finalment Landa fou el que guanyà l'etapa en atacar a manca de 500 metres per a la fi. Segon fou Trofimov i tercer Contador, que ampliava les diferències sobre Aru en la general fins a 2' 35", set segons més que el dia abans, mentre Andrey Amador mantenia la tercera posició, però amb Landa ben a prop.
|    | Ciclista                | Equip                 | Temps      |
| -- | ----------------------- | --------------------- | ---------- |
| 1  | Mikel Landa (ESP)       | Astana Qazaqstan Team | 4h 22' 35" |
| 2  | Iuri Trofimov (RUS)     | Team Katusha          | + 2"       |
| 3  | Alberto Contador (ESP)  | Team Tinkoff-Saxo     | + 5"       |
| 4  | Fabio Aru (ITA)         | Astana Qazaqstan Team | + 6"       |
| 5  | Steven Kruijswijk (NED) | Team LottoNL-Jumbo    | + 38"      |
| 6  | Andrey Amador (CRC)     | Movistar Team         | + 42"      |
| 7  | Leopold König (CZE)     | Team Sky              | + 1' 00"   |
| 8  | Tanel Kangert (EST)     | Astana Qazaqstan Team | + 1' 10"   |
| 9  | Alexandre Geniez (FRA)  | FDJ                   | + 1' 49"   |
| 10 | Damiano Caruso (ITA)    | BMC Racing Team       | + 2' 13"   |

|    | Ciclista                | Equip                 | Temps       |
| -- | ----------------------- | --------------------- | ----------- |
| 1  | Alberto Contador (ESP)  | Team Tinkoff-Saxo     | 60h 01' 34" |
| 2  | Fabio Aru (ITA)         | Astana Qazaqstan Team | + 2' 35"    |
| 3  | Andrey Amador (CRC)     | Movistar Team         | + 4' 19"    |
| 4  | Mikel Landa (ESP)       | Astana Qazaqstan Team | + 4' 46"    |
| 5  | Leopold König (CZE)     | Team Sky              | + 6' 36"    |
| 6  | Iuri Trofimov (RUS)     | Team Katusha          | + 6' 58"    |
| 7  | Damiano Caruso (ITA)    | BMC Racing Team       | + 7' 10"    |
| 8  | Maxime Monfort (BEL)    | Lotto Soudal          | + 8' 20"    |
| 9  | Giovanni Visconti (ITA) | Movistar Team         | + 9' 53"    |
| 10 | Alexandre Geniez (FRA)  | FDJ                   | + 10' 03"   |

### Etapa 16
26 de maig de 2015 — Pinzolo – Aprica, 174 km

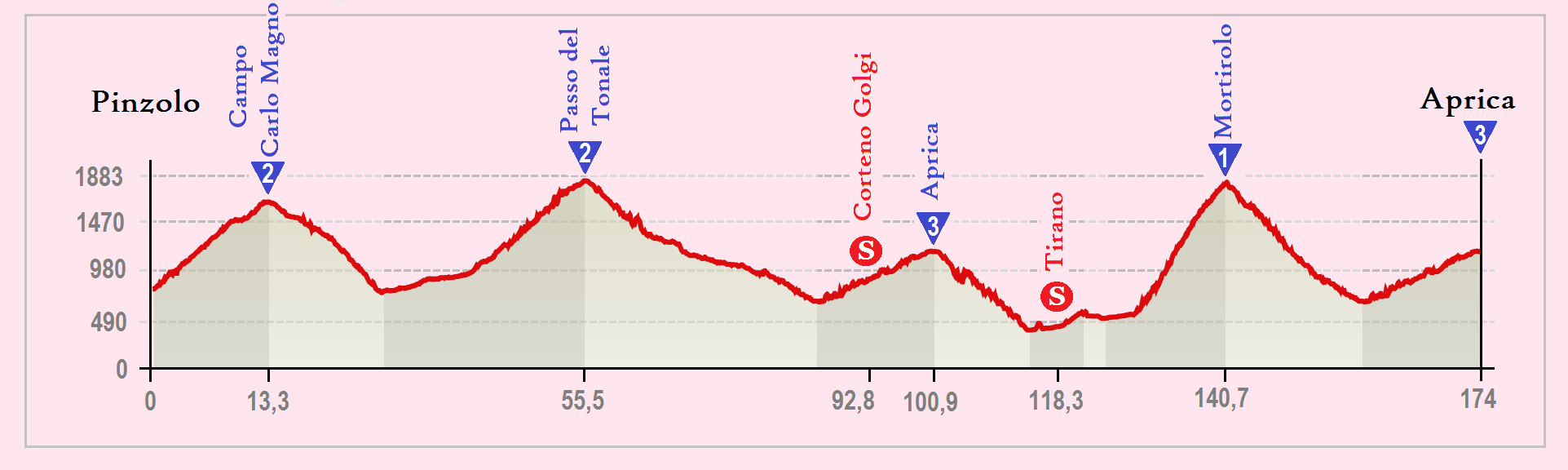
Perfil de la 16a etapa

Etapa reina de la present edició del Giro, amb cinc ports de muntanya puntuables. La primera de les ascensions és el coll de segona categoria, Campo Carlo Magno, només començar l'etapa, de 13 km de llargada al 6,7% de mitjana i que es corona al km 13,3. Un llarg descens i un petit fals pla conduirà els ciclistes fins al pas del Tonale, també de segona, amb 15,3 km de llargada al 6,1% de mitjana. Tot seguit hi ha l'ascensió a Aprica, de tercera, que es corona en dues ocasions, ja que és el final d'etapa. Tot i que és un coll amb una mitjana de tan sols el 3,5% en el primer tram arriba a tenir rampes de fins al 15%. Abans del primer pas per Aprica hi ha el primer esprint intermedi a Corteno Colgi (km 92,8). El descens d'Aprica durà els ciclistes al segon esprint, situat a Tirano, i a la dura ascensió al Mortirolo, amb una mitjana del 10,9% de mitjana, en 11,8 km d'ascensió i rampes de fins al 18%. Un llarg descens durà els ciclistes novament a l'ascensió a Aprica.
Després d'un dia assolellat a Madonna Di Campiglio, la pluja torna a fer acte de presència. En l'ascensió a Campo Carlo Magno són nombrosos els ciclistes que intenten l'escapada, fins que en el descens són nou els que l'aconsegueixen. El millor classificat a la general és Ryder Hesjedal (Cannondale-Garmin), en 13a posició a 11' 17" d'Alberto Contador. Dos ciclistes més, Sander Armée i Simon Clarke, fan de pont amb el gran grup durant una bona estona fins que enllacen amb el cap de cursa i formen un grup d'11 ciclistes. Amb 80 quilòmetres d'etapa disputats els escapats sols disposen de dos minuts d'avantatge, i en el primer ascens a Aprica Hesjedal deixa enrere als seus companys. Aconsegueix una diferència d'entre un i dos minuts en el descens. En aquest mateix indret Contador pateix un problema mecànic a la bicicleta, cosa que és aprofitada pel Team Katusha i l'Astana Qazaqstan Team per incrementar el ritme. Contador és ràpidament ajudat pels seus companys d'equip, però immediatament perd prop d'un minut respecte al grup de Fabio Aru, el qual atrapa tots els escapats poc abans d'iniciar l'ascensió al Mortirolo. Contador inicia aquesta ascensió amb 52" perduts respecte a Aru i en les primeres rampes ja deixa enrere tots els seus companys d'equip per recuperar el temps perdut.
En la dura i llarga ascensió al Mortirolo el grup capdavanter anà perdent unitats, amb Mikel Landa marcant el ritme. Contador a poc a poc anà recuperant el temps perdut, fins que enllaçà amb el grup capdavanter, sols format per Landa, Aru i Steven Kruijswijk. Poc després Contador passà a l'atac i Aru no pogué seguir-lo, però si Landa i Kruijswijk. Aru començà a perdre temps i fou agafat per Iuri Trofimov i Hesjedal en la part final de l'ascensió. Kruijswijk fou el primer a coronar el Mortirolo, seguit a roda per Landa i Contador. Trofimov i Hesjedal passaren a un minut, mentre Andrey Amador, que també havia superat a Aru, ho feia a poc més d'un minut i mig del trio capdavanter.
En el descens Contador marcà el ritme, mentre Aru patia un problema mecànic que l'obligà a aturar-se i perdia contacte amb Trofimov, Hesjedal i Amador. A manca de 5 quilòmetres pel final Kruijswijk va accelerar, però fou agafat immediatament per Contador i Landa. Poc després era Landa el que atacava i deixava enrere els dos companys. Landa es presentà en solitari a la línia d'arribada d'Aprica, amb 38 segons sobre Kruijswijk i Contador, mentre el grup d'Amador arribava a més de dos minuts. Amb aquesta victòria Landa passà a ocupar la segona posició de la general, a 4' 02" de Contador, ja que Aru perdé gairebé tres minuts en l'arribada.
|    | Ciclista                | Equip                 | Temps      |
| -- | ----------------------- | --------------------- | ---------- |
| 1  | Mikel Landa (ESP)       | Astana Qazaqstan Team | 5h 02' 51" |
| 2  | Steven Kruijswijk (NED) | Team LottoNL-Jumbo    | + 38"      |
| 3  | Alberto Contador (ESP)  | Team Tinkoff-Saxo     | + 38"      |
| 4  | Iuri Trofimov (RUS)     | Team Katusha          | + 2' 03"   |
| 5  | Andrey Amador (CRC)     | Movistar Team         | + 2' 03"   |
| 6  | Ryder Hesjedal (CAN)    | Cannondale-Garmin     | + 2' 10"   |
| 7  | Fabio Aru (ITA)         | Astana Qazaqstan Team | + 2' 51"   |
| 8  | Damiano Caruso (ITA)    | BMC Racing Team       | + 3' 16"   |
| 9  | Leopold König (CZE)     | Team Sky              | + 3' 19"   |
| 10 | Carlos Betancur (COL)   | AG2R La Mondiale      | + 3' 19"   |

|    | Ciclista                | Equip                 | Temps       |
| -- | ----------------------- | --------------------- | ----------- |
| 1  | Alberto Contador (ESP)  | Team Tinkoff-Saxo     | 65h 04' 59" |
| 2  | Mikel Landa (ESP)       | Astana Qazaqstan Team | + 4' 02"    |
| 3  | Fabio Aru (ITA)         | Astana Qazaqstan Team | + 4' 52"    |
| 4  | Andrey Amador (CRC)     | Movistar Team         | + 5' 48"    |
| 5  | Iuri Trofimov (RUS)     | Team Katusha          | + 8' 27"    |
| 6  | Leopold König (CZE)     | Team Sky              | + 9' 31"    |
| 7  | Damiano Caruso (ITA)    | BMC Racing Team       | + 9' 52"    |
| 8  | Steven Kruijswijk (NED) | Team LottoNL-Jumbo    | + 11' 40"   |
| 9  | Alexandre Geniez (FRA)  | FDJ                   | + 12' 48"   |
| 10 | Ryder Hesjedal (CAN)    | Cannondale-Garmin     | + 12' 49"   |

### Etapa 17
27 de maig de 2015 — Tirano – Lugano, 134 km

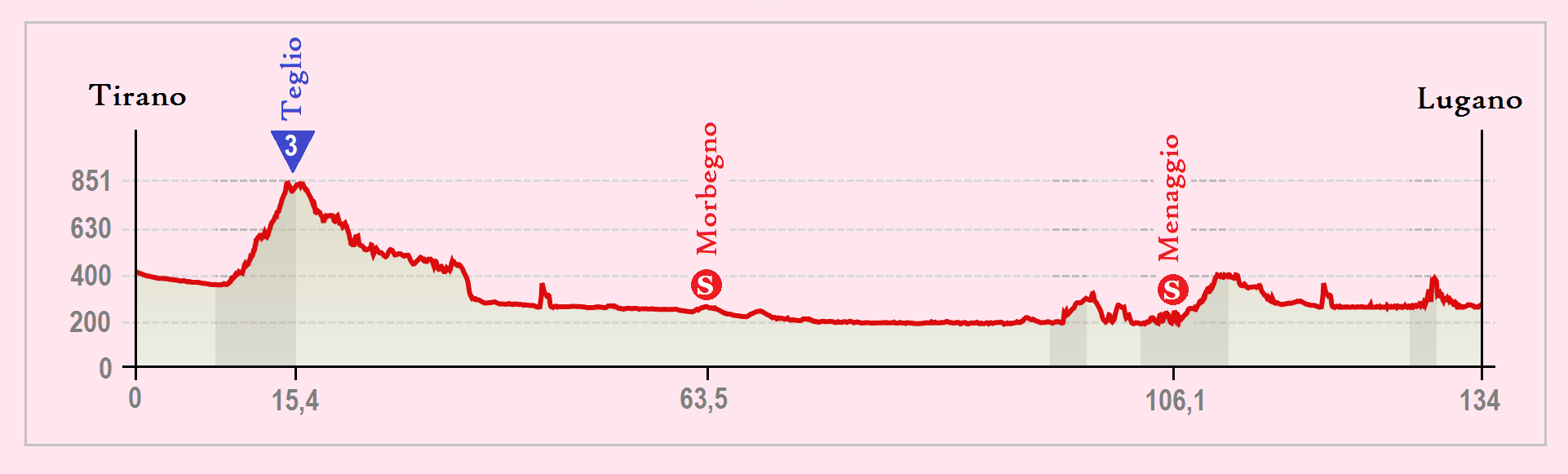
Perfil de la 17a etapa

Etapa de transició i darrera oportunitat pels esprintadors abans de l'etapa final, amb final d'etapa a Lugano, Suïssa. L'etapa sols compta amb una única dificultat muntanyosa, al quilòmetre 15, l'alt de Teglio, de tercera categoria. Un cop finalitzat el descens el recorregut és majoritàriament pla, amb sols dues petites dificultats no puntuables, a la part final de l'etapa. A manca d'uns vuit quilòmetres el recorregut entra a Suïssa per finalitzar prop del llac de Lugano.
Només començar l'etapa es forma una escapada formada per Iljo Keisse (Etixx-Quick Step), Marco Bandiera (GW Erco Shimano) i Giacomo Berlato (Nippo-Vini Fantini). Tot i que cap d'ells representava cap amenaça en la classificació els equips dels esprintadors no els permeteren obtenir més de tres minuts. A manca de 40 quilòmetres els escapats disposaven de tan sols un minut sobre el gran grup i finalment foren neutralitzats a manca de 27 quilòmetres. A manca de 25 quilòmetres Adam Hansen i Patrick Gretsch atacaren en la cota no puntuable. Darwin Atapuma intentà enllaçar amb ells, per no ho aconseguí, mentre Hansen deixava enrere Gretsch. Hansen aconseguí un màxim de 20 segons, abans de ser neutralitzat pels homes del Team Giant-Alpecin poc abans d'entrar a Suïssa. A manca de 5,5 quilòmetres fou Tom-Jelte Slagter el que atacà. Ràpidament fou neutralitzat per Philippe Gilbert però no pogueren obrir gaire espai. El següent en atacar fou Luca Paolini, però fou neutralitzat a manca d'un quilòmetre. En l'esprint final Sacha Modolo (Lampre-Merida) demostrà ser el més ràpid, guanyant la seva segona etapa en aquesta edició. Giacomo Nizzolo acabà segon i Luka Mezgec tercer, sense que es produïssin canvis en la classificació general.
|    | Ciclista                 | Equip               | Temps      |
| -- | ------------------------ | ------------------- | ---------- |
| 1  | Sacha Modolo (ITA)       | Lampre-Merida       | 3h 07' 51" |
| 2  | Giacomo Nizzolo (ITA)    | Trek Factory Racing | m. t.      |
| 3  | Luka Mezgec (SLO)        | Team Giant-Alpecin  | m. t.      |
| 4  | Heinrich Haussler (AUS)  | IAM Cycling         | m. t.      |
| 5  | Davide Appollonio (ITA)  | GW Erco Shimano     | m. t.      |
| 6  | Stig Broeckx (BEL)       | Lotto Soudal        | m. t.      |
| 7  | Juan José Lobato (ESP)   | Movistar Team       | m. t.      |
| 8  | Alexander Porsev (RUS)   | Team Katusha        | m. t.      |
| 9  | Kevin Reza (FRA)         | FDJ                 | m. t.      |
| 10 | Nick van der Lijke (NED) | Team LottoNL-Jumbo  | m. t.      |

|    | Ciclista                | Equip                 | Temps       |
| -- | ----------------------- | --------------------- | ----------- |
| 1  | Alberto Contador (ESP)  | Team Tinkoff-Saxo     | 68h 12' 50" |
| 2  | Mikel Landa (ESP)       | Astana Qazaqstan Team | + 4' 02"    |
| 3  | Fabio Aru (ITA)         | Astana Qazaqstan Team | + 4' 52"    |
| 4  | Andrey Amador (CRC)     | Movistar Team         | + 5' 48"    |
| 5  | Iuri Trofimov (RUS)     | Team Katusha          | + 8' 27"    |
| 6  | Leopold König (CZE)     | Team Sky              | + 9' 31"    |
| 7  | Damiano Caruso (ITA)    | BMC Racing Team       | + 9' 52"    |
| 8  | Steven Kruijswijk (NED) | Team LottoNL-Jumbo    | + 11' 40"   |
| 9  | Alexandre Geniez (FRA)  | FDJ                   | + 12' 48"   |
| 10 | Ryder Hesjedal (CAN)    | Cannondale-Garmin     | + 13' 01"   |

### Etapa 18
28 de maig de 2015 — Melide (Suïssa) – Verbania, 170 km

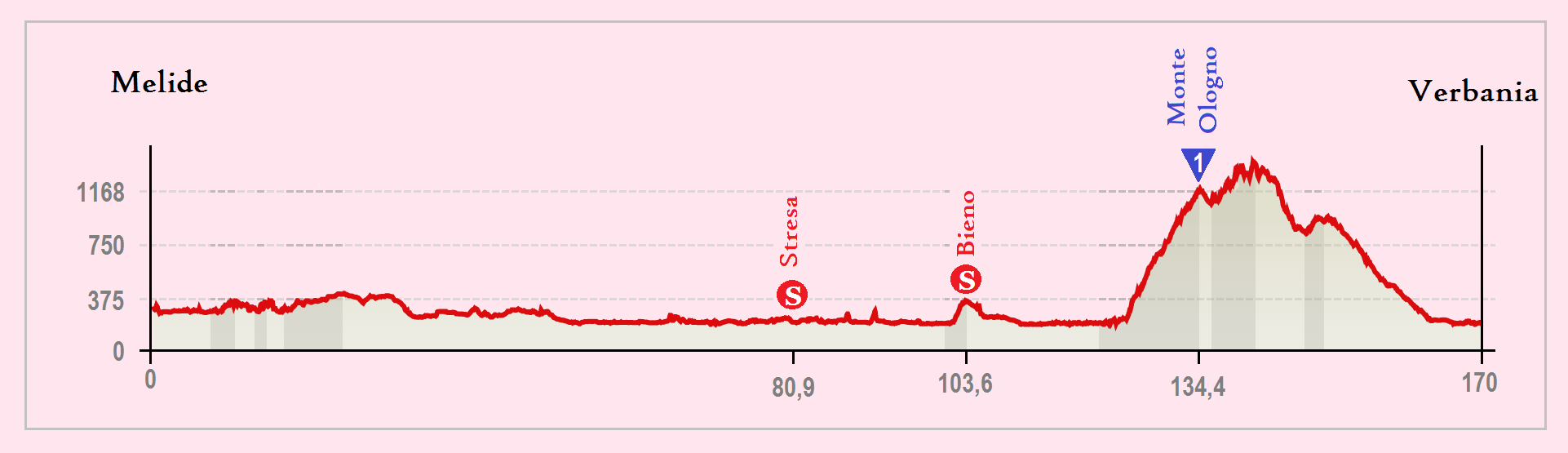
Perfil de la 18a etapa

Etapa amb dues parts ben diferenciades. Els primers 125 quilòmetres d'etapa són majoritàriament plans, però amb nombrosos tobogans que aniran acostant els ciclistes a les primeres rampes de l'ascensió al mont Ologno, única ascensió puntuable del dia. Aquesta ascensió 10,4 quilòmetres de llargada a una mitjana del 9%. En arribar al cim hi ha un petit descens, per tot seguit iniciar una nova ascensió, no puntuable, abans d'iniciar el veritable descens. Els darrers 6 quilòmetres, fins a l'arribada a Verbania són totalment plans.
L'etapa es disputa a un ritme molt viu des de bon inici i no serà fins al quilòmetre 44 quan es formi una escapada integrada per 14 corredors, entre els quals destaca la presència de l'únic català al Giro, David de la Cruz (Etixx-Quick Step). Poc després, una caiguda entre els escapats obliga a retirar-se a Damiano Cunego (Nippo-Vini Fantini). El grup capdavanter obtindrà una màxima diferència propera als 13 minuts i no serà fins a l'ascensió al mont Ologno quan aquest es trenqui en dos, amb un minut entre ells. Per darrere, en el gran grup, una caiguda en què es van veure implicats la major part d'homes del Team Sky, també afectà a Mikel Landa, segon en la classificació general. Alberto Contador, mallot rosa, va manar als seus homes del Team Tinkoff-Saxo que incrementessin el ritme i poc després passà ell mateix a l'atac en solitari. Ràpidament Contador obtingué dos minuts sobre Landa, venjant-se d'aquesta manera de l'atac patit per l'Astana Qazaqstan Team en els quilòmetres previs al Mortirolo dos dies abans. El grup de Landa estava compost per unes 10 unitats que anaven en persecució d'un Contador, que poc abans de coronar tingué problemes amb la cadena. L'únic ciclista amb el qual contactà Contador fou Ryder Hesjedal (Cannondale-Garmin, poc abans de coronar amb set minuts perduts sobre els escapats. En el descens Davide Villella, membre de l'escapada inicial, fou agafat per Hesjedal i Contador. Villella, company d'equip de Hesjedal, passà a tirar amb força del tercet per tal de mantenir les diferències respecte als seus perseguidors. El grup de Contador va mantenir una diferència de prop de minut i mig sobre el grup de Landa, però no tenien cap possibilitat de contactar amb el grup d'escapats. Els escapats, dividits en dos grups separats per un minut, van veure com Philippe Gilbert (BMC Racing Team) deixava el segon grup en el descens i aconseguia unir-se al primer grup. Poc després atacava en aquest primer grup per marxar en solitari cap a la seva segona victòria d'etapa en aquest Giro, tot i els intents de Francesco Manuel Bongiorno per unir-se a ell. Gilbert guanyà amb 47" sobre Bongiorno i 1' 01" sobre el grup de De la Cruz Hesjedal i Contador arribaren a 6' 05" de Gilbert, mentre Aru i Landa ho feien a 7' 18", perdent 1' 13" amb Contador.Contador passava a liderar la general amb 5' 15" sobre Landa a manca de dues etapes de muntanya.
|    | Ciclista                  | Equip              | Temps      |
| -- | ------------------------- | ------------------ | ---------- |
| 1  | Philippe Gilbert (BEL)    | BMC Racing Team    | 4h 04' 14" |
| 2  | Francesco Bongiorno (ITA) | Bardiani CSF       | + 47"      |
| 3  | Sylvain Chavanel (FRA)    | IAM Cycling        | + 1' 01"   |
| 4  | Matteo Busato (ITA)       | Southeast          | + 1' 01"   |
| 5  | Amaël Moinard (FRA)       | BMC Racing Team    | + 1' 01"   |
| 6  | David de la Cruz (CAT)    | Etixx-Quick Step   | + 1' 01"   |
| 7  | Rinaldo Nocentini (ITA)   | AG2R La Mondiale   | + 1' 01"   |
| 8  | Kanstantsin Sivtsov (BLR) | Team Sky           | + 1' 01"   |
| 9  | Chad Haga (USA)           | Team Giant-Alpecin | + 2' 42"   |
| 10 | Pieter Weening (NED)      | Orica-GreenEDGE    | + 3' 55"   |

|    | Ciclista                | Equip                 | Temps       |
| -- | ----------------------- | --------------------- | ----------- |
| 1  | Alberto Contador (ESP)  | Team Tinkoff-Saxo     | 72h 23' 09" |
| 2  | Mikel Landa (ESP)       | Astana Qazaqstan Team | + 5' 15"    |
| 3  | Fabio Aru (ITA)         | Astana Qazaqstan Team | + 6' 05"    |
| 4  | Andrey Amador (CRC)     | Movistar Team         | + 7' 01"    |
| 5  | Iuri Trofimov (RUS)     | Team Katusha          | + 9' 40"    |
| 6  | Leopold König (CZE)     | Team Sky              | + 10' 44"   |
| 7  | Damiano Caruso (ITA)    | BMC Racing Team       | + 11' 05"   |
| 8  | Steven Kruijswijk (NED) | Team LottoNL-Jumbo    | + 12' 53"   |
| 9  | Ryder Hesjedal (CAN)    | Cannondale-Garmin     | + 13' 01"   |
| 10 | Alexandre Geniez (FRA)  | FDJ                   | + 14' 01"   |

### Etapa 19
29 de maig de 2015 — Gravellona Toce – Cervinia, 236 km

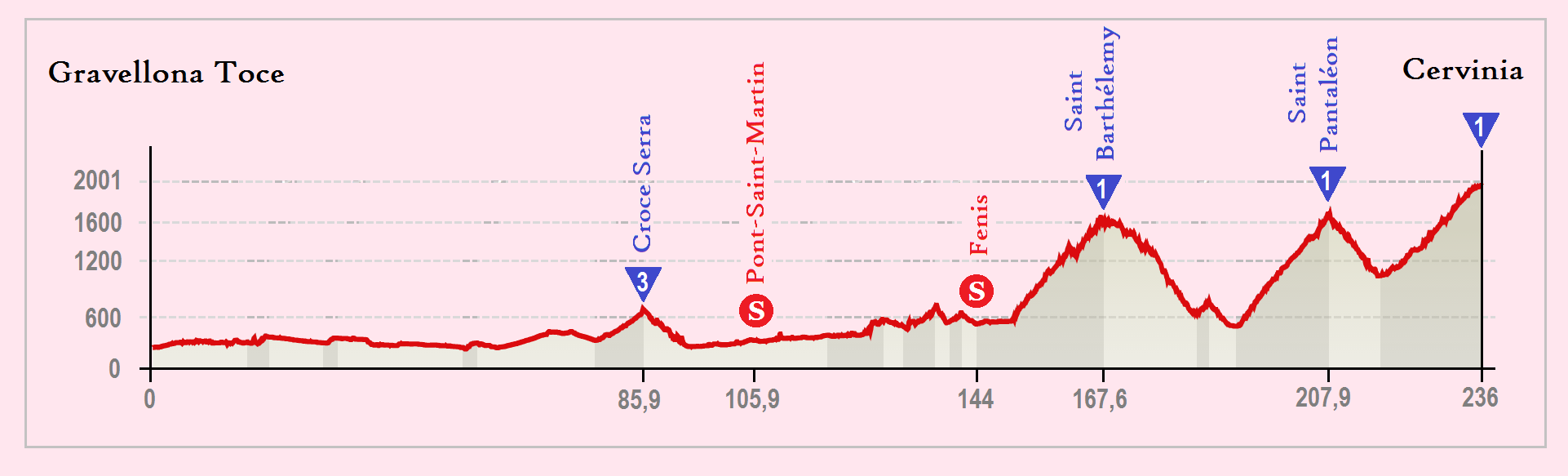
Perfil de la 19a etapa

Penúltima etapa de muntanya d'aquesta edició del Giro, amb dues parts ben diferenciades. Els primers 150 quilòmetres d'etapa són més aviat plans i sols destaca la presència de la cota de tercera categoria de Croce Serra. Per contra, els darrers 85 quilòmetres inclouen tres ports de muntanya de primera categoria. El primer d'aquests ports era el de Saint-Barthélemy, de 16,5 quilòmetres de llargada a una mitjana del 6,7%. El seu descens enllaçava amb l'ascensió al coll de Saint-Pantaléon, de 16,5 quilòmetres a una mitjana del 7,2%. Una vegada finalitzat aquest descens s'iniciava l'ascensió final fins a la cota 2001 de Cervinia, amb 19,2 quilòmetres a una mitjana del 5%. Els dos esprints de l'etapa es troben a Pont-Saint-Martin (km 105,9) i Fenis (km 144).
Un altre inici d'etapa ràpid va impedir qualsevol escapada en el primers quilòmetres. Amb el pas del quilòmetres s'acabà formant una escapada integrada per vuit corredors, entre els quals hi havia Giovanni Visconti (Movistar Team) i Carlos Betancur (AG2R La Mondiale). Als escapats no se'ls deixa obrir més de quatre minuts sobre el gran grup. L'Astana Qazaqstan Team va ser l'equip encarregat de marcar el ritme al gran grup, amb la qual cosa la diferència començà a minvar. En l'ascensió al coll de Saint-Barthélemy el grup d'escapats començà a perdre unitats, mentre pel darrere atacaven Steven Kruijswijk (Team LottoNL-Jumbo) i Beñat Intxausti (Movistar Team) a la recerca dels punts de la muntanya. Aquest duet es va mantenir per davant dels favorits una breu estona, abans de tornar a ser reintegrats al gran grup. En l'ascensió al coll de Saint-Pantaléon Giovanni Visconti va marxar en solitari, mentre Pavel Kochetkov (Team Katusha) i Vasil Kiryienka (Team Sky) el perseguien. Kiryienka va ser neutralitzat en la pujada, mentre Visconti coronava el port en primera posició, amb la qual cosa passava a encapçalar el gran premi de la muntanya. Kochetkov coronava el port en segona posició, mentre el gran grup ho feia a uns dos minuts.
Kochetkov era neutralitzat en les primeres rampes de Cervinia, mentre Visconti veia com el seu avantatge es reduïa a marxes forçades. A manca de 10 quilòmetres Visconti era finalment capturat i poc després Mikel Landa accelerava el ritme al grup dels favorits, però era seguit immediatament per Alberto Contador i Ryder Hesjedal. Després que aquest tercet fos agafat per un petit grup perseguidor Hesjedal va atacar i ràpidament va obrir un avantatge important. Poc després era Fabio Aru, que en les anteriors etapes de muntanya havia patit força, el que atacava. Contador va optar per marcar a Landa de prop i va permetre l'escapada d'Aru. Ràpidament Aru atrapà a Hesjedal, per poc després deixar-lo enrere i guanyar l'etapa en solitari. 28" més tard arribava Hesjedal, mentre Contador i Landa ho feien a 1' 18". Amb aquests temps Aru passà a ocupar la segona posició a la general, a 4' 37" de Contador.
|    | Ciclista                | Equip                 | Temps      |
| -- | ----------------------- | --------------------- | ---------- |
| 1  | Fabio Aru (ITA)         | Astana Qazaqstan Team | 6h 24' 13" |
| 2  | Ryder Hesjedal (CAN)    | Cannondale-Garmin     | + 28"      |
| 3  | Rigoberto Uran (COL)    | Etixx-Quick Step      | + 1' 10"   |
| 4  | Tanel Kangert (EST)     | Astana Qazaqstan Team | + 1' 18"   |
| 5  | Steven Kruijswijk (NED) | Team LottoNL-Jumbo    | + 1' 18"   |
| 6  | Alberto Contador (ESP)  | Team Tinkoff-Saxo     | + 1' 18"   |
| 7  | Mikel Landa (ESP)       | Astana Qazaqstan Team | + 1' 18"   |
| 8  | Leopold König (CZE)     | Team Sky              | + 1' 21"   |
| 9  | Mikel Nieve (ESP)       | Team Sky              | + 1' 24"   |
| 10 | Alexandre Geniez (FRA)  | FDJ                   | + 2' 24"   |

|    | Ciclista                | Equip                 | Temps       |
| -- | ----------------------- | --------------------- | ----------- |
| 1  | Alberto Contador (ESP)  | Team Tinkoff-Saxo     | 78h 48' 40" |
| 2  | Fabio Aru (ITA)         | Astana Qazaqstan Team | + 4' 37"    |
| 3  | Mikel Landa (ESP)       | Astana Qazaqstan Team | + 5' 15"    |
| 4  | Andrey Amador (CRC)     | Movistar Team         | + 8' 10"    |
| 5  | Leopold König (CZE)     | Team Sky              | + 10' 47"   |
| 6  | Iuri Trofimov (RUS)     | Team Katusha          | + 11' 11"   |
| 7  | Ryder Hesjedal (CAN)    | Cannondale-Garmin     | + 12' 05"   |
| 8  | Damiano Caruso (ITA)    | BMC Racing Team       | + 12' 14"   |
| 9  | Steven Kruijswijk (NED) | Team LottoNL-Jumbo    | + 12' 53"   |
| 10 | Alexandre Geniez (FRA)  | FDJ                   | + 15' 07"   |

### Etapa 20
30 de maig de 2015 — Saint-Vincent – Sestrieras, 196 km

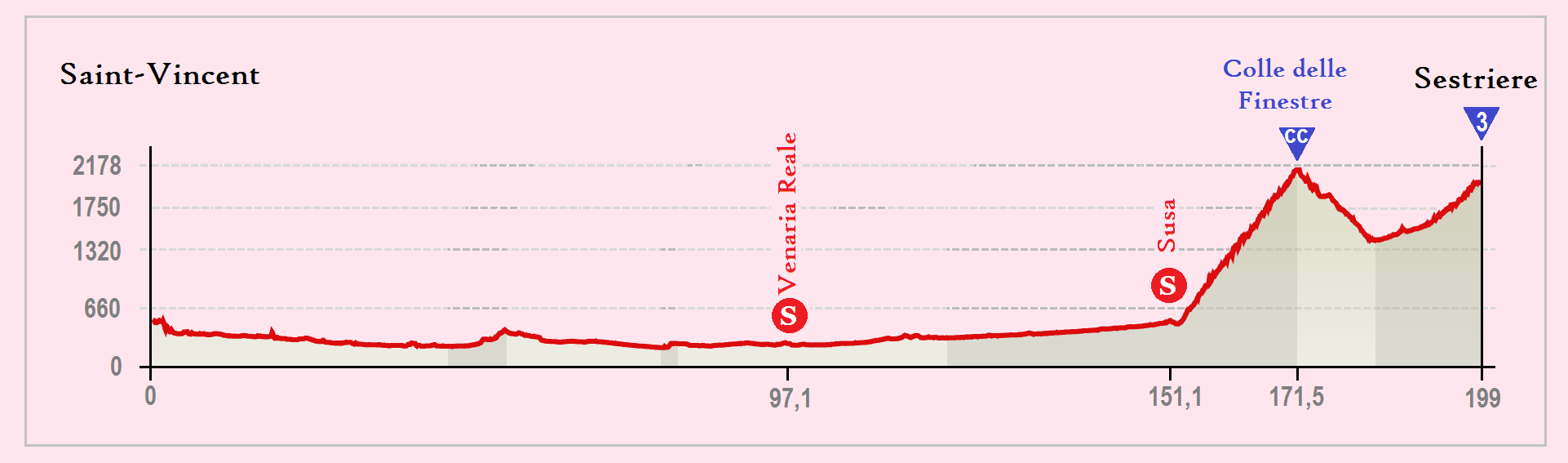
Perfil de la 20a etapa

Darrera etapa d'alta muntanya de la present edició. Com el dia anterior l'etapa es pot dividir en dues parts. Els primers 150 quilòmetres són bàsicament plans i apropen els ciclistes a les primeres rampes del coll delle Finestre. Amb una alçada de 2.178 metres, és considerat la Cima Coppi de la cursa, en ser el punt més elevat a superar. L'ascensió té 45 revolts de paella i 18,5 quilòmetres amb un desnivell mitjà del 9,2%. Els primers onze quilòmetres de la pujada estan enquitranats, mentre els darrers set són sobre una pista forestal de terra. Després d'un curt descens els corredors afrontaran l'ascensió final a Sestrieras, de tercera categoria. És una ascensió de 9,2 quilòmetres, amb una mitjana del 5,4% i que culmina a 2.035 metres. Els dos esprints del dia es troben a Venaria Reale i Susa.
En els primers quilòmetres d'etapa es va formar una escapada integrada per nou corredors. A aquest grup no se li va permetre obtenir més de tres minuts i en iniciar el coll delle Finestre l'avantatge s'havia reduït a cosa d'un minut. El primer a atacar entre els escapats va ser Giacomo Berlato (Nippo-Vini Fantini), mentre era perseguit en solitari per Ilnur Zakarin (Team Katusha). La resta d'escapats foren ràpidament neutralitzats pel gran grup. Berlato fou superat per Zakarin, mentre per darrere Stefano Pirazzi (Bardiani CSF) atacava en persecució de Zakarin. L'avantatge de Zakarin va arribar a ser de gairebé dos minuts abans Tanel Kangert no comencés a accelerar el ritme al capdavant del gran grup. Això va fer que aquest grup anés perdent unitats a marxes forçades. Amb Pirazzi ja neutralitzat i Zakarin amb un minut al davant de Mikel Landa (Astana Qazaqstan Team) va atacar amb força en el grup de la maglia rosa. Alberto Contador (Team Tinkoff-Saxo) va intentar seguir-lo, però Landa va acabar marxant en solitari. Poc després eren Ryder Hesjedal, Steven Kruijswijk, Rigoberto Urán i Fabio Aru els que deixaven enrere a Contador. Per davant Landa va atrapar Zakarin i va passar en primera posició per la Cima Coppi. El grup d'Aru va passar pel coll gairebé un minut darrere Landa i Zakarin, mentre Contador ho feia a un minut i mig.
En el descens Contador va mantenir les diferències al voltant d'un minut i mig. Mentrestant per davant Zakarin no va voler treballar amb Landa, i poc després rebia ordres d'equip perquè s'unís al grup d'Aru. Per darrere, Contador va reduir les diferències a menys d'un minut. Tot i que el grup capdavanter va treballar conjuntament en la darrera ascensió per augmentar les diferències amb Contador el Giro no va perillar en cap moment degut a les grans diferències de què gaudia. A manca de dos quilòmetres Aru va atacar a la recerca de la segona victòria d'etapa per a ell i cinquena de l'equip en aquesta edició. Aru guanyà amb 18" sobre Hesjedal i 24" sobre Urán, Landa i Kruijswijk, Contador va creuar la línia de meta a 2' 25" rere Aru.
A banda de la pèrdua de temps de Contador, les principals novetats en la classificació general foren que Hesjedal pujava a la cinquena posició final i Kruijswijk a la setena, mentre el principal damnificat era Iuri Trofimov que baixava de la sisena a la desena posició final.
|    | Ciclista                | Equip                 | Temps      |
| -- | ----------------------- | --------------------- | ---------- |
| 1  | Fabio Aru (ITA)         | Astana Qazaqstan Team | 5h 12' 25" |
| 2  | Ryder Hesjedal (CAN)    | Cannondale-Garmin     | + 18"      |
| 3  | Rigoberto Uran (COL)    | Etixx-Quick Step      | + 24"      |
| 4  | Mikel Landa (ESP)       | Astana Qazaqstan Team | + 24"      |
| 5  | Steven Kruijswijk (NED) | Team LottoNL-Jumbo    | + 34"      |
| 6  | Alberto Contador (ESP)  | Team Tinkoff-Saxo     | + 2' 25"   |
| 7  | Tanel Kangert (EST)     | Astana Qazaqstan Team | + 2' 28"   |
| 8  | Franco Pellizotti (ITA) | GW Erco Shimano       | + 2' 28"   |
| 9  | Leopold König (CZE)     | Team Sky              | + 2' 28"   |
| 10 | Diego Rosa (ITA)        | Astana Qazaqstan Team | + 2' 28"   |

|    | Ciclista                | Equip                 | Temps       |
| -- | ----------------------- | --------------------- | ----------- |
| 1  | Alberto Contador (ESP)  | Team Tinkoff-Saxo     | 84h 03' 30" |
| 2  | Fabio Aru (ITA)         | Astana Qazaqstan Team | + 2' 02"    |
| 3  | Mikel Landa (ESP)       | Astana Qazaqstan Team | + 3' 14"    |
| 4  | Andrey Amador (CRC)     | Movistar Team         | + 8' 19"    |
| 5  | Ryder Hesjedal (CAN)    | Cannondale-Garmin     | + 9' 52"    |
| 6  | Leopold König (CZE)     | Team Sky              | + 10' 50"   |
| 7  | Steven Kruijswijk (NED) | Team LottoNL-Jumbo    | + 11' 02"   |
| 8  | Damiano Caruso (ITA)    | BMC Racing Team       | + 12' 17"   |
| 9  | Alexandre Geniez (FRA)  | FDJ                   | + 16' 00"   |
| 10 | Iuri Trofimov (RUS)     | Team Katusha          | + 16' 23"   |

### Etapa 21
31 de maig de 2015 — Torí – Milà, 185 km
Darrera etapa del Giro, que tradicionalment serveix per homenatjar als vencedors. Per primera vegada des del 2012, el Giro acabarà a Milà. L'etapa és totalment plana, sense cap dificultat muntanyosa, i finalitza amb un circuit de 5,35 quilòmetres pels carrers de Milà al qual s'hauran de fer set voltes. Excepte alguna desgràcia les classificacions general, de la muntanya, dels joves i per equips estan decidides, però no així la dels punts.
Com era d'esperar durant la primera meitat de l'etapa no es produeix cap atac i els ciclistes es dediquen a celebrar la fi de les tres setmanes de cursa. Els primers atacs tenen lloc al quilòmetre 86, quan Philippe Gilbert, Silvan Dillier, Marcus Burghardt (BMC Racing Team) i Max Richeze (Lampre-Merida) aconseguiren prop d'un minut. L'objectiu de Gilbert era sumar punts per a la classificació per punts, en la qual encara tenia opcions a la victòria final. Després de passar en primera posició per l'esprint es deixaren agafar pel gran grup. Poc després foren Axel Domont i Patrick Gretsch els que atacaren, però foren neutralitzats immediatament per un gran grup liderat pel Team Tinkoff-Saxo. No hi hagué més atacs fins a la primera de les set voltes al circuit de Milà, quan Iljo Keisse (Etixx-Quick Step) i Luke Durbridge (Orica-GreenEDGE) deixaren el gran grup. Aquest duet va obrir un forat d'uns 40". Diverses incidències en forma de punxades dins el gran grup van alentir la persecució i en entrar al darrer quilòmetre encara disposaven d'un forat important. En l'esprint Keisse va ser el més ràpid, aconseguint d'aquesta manera la seva primera victòria en una gran volta. Roger Kluge (IAM Cycling) va encapçalar el gran grup 9" després, mentre Giacomo Nizzolo, que creuava en cinquena posició la meta assolia la classificació per punts. No es produí cap canvi en les diferents classificacions i Contador guanyava el seu segon Giro, mentre Aru i Visconti reafirmaven la victòria en la classificació dels joves i de la muntanya.
|    | Ciclista                | Equip               | Temps      |
| -- | ----------------------- | ------------------- | ---------- |
| 1  | Iljo Keisse (BEL)       | Etixx-Quick Step    | 4h 18' 37" |
| 2  | Luke Durbridge (AUS)    | Orica-GreenEDGE     | s.t.       |
| 3  | Roger Kluge (GER)       | IAM Cycling         | + 9"       |
| 4  | Alexander Porsev (RUS)  | Team Katusha        | + 9"       |
| 5  | Giacomo Nizzolo (ITA)   | Trek Factory Racing | + 9"       |
| 6  | Luka Mezgec (SLO)       | Team Giant-Alpecin  | + 9"       |
| 7  | Elia Viviani (ITA)      | Team Sky            | + 9"       |
| 8  | Moreno Hofland (NED)    | Team LottoNL-Jumbo  | + 9"       |
| 9  | Davide Appollonio (ITA) | GW Erco Shimano     | + 9"       |
| 10 | Elia Favilli (ITA)      | Southeast           | + 9"       |

|    | Ciclista                | Equip                 | Temps       |
| -- | ----------------------- | --------------------- | ----------- |
| 1  | Alberto Contador (ESP)  | Team Tinkoff-Saxo     | 88h 22' 25" |
| 2  | Fabio Aru (ITA)         | Astana Qazaqstan Team | + 1' 53"    |
| 3  | Mikel Landa (ESP)       | Astana Qazaqstan Team | + 3' 05"    |
| 4  | Andrey Amador (CRC)     | Movistar Team         | + 8' 10"    |
| 5  | Ryder Hesjedal (CAN)    | Cannondale-Garmin     | + 9' 52"    |
| 6  | Leopold König (CZE)     | Team Sky              | + 10' 41"   |
| 7  | Steven Kruijswijk (NED) | Team LottoNL-Jumbo    | + 10' 53"   |
| 8  | Damiano Caruso (ITA)    | BMC Racing Team       | + 12' 08"   |
| 9  | Alexandre Geniez (FRA)  | FDJ                   | + 15' 51"   |
| 10 | Iuri Trofimov (RUS)     | Team Katusha          | + 16' 14"   |

## Classificacions finals

### Classificacions principals
|    | Ciclista                | Equip                 | Temps       |
| -- | ----------------------- | --------------------- | ----------- |
| 1  | Alberto Contador (ESP)  | Team Tinkoff-Saxo     | 88h 22' 25" |
| 2  | Fabio Aru (ITA)         | Astana Qazaqstan Team | + 1' 53"    |
| 3  | Mikel Landa (ESP)       | Astana Qazaqstan Team | + 3' 05"    |
| 4  | Andrey Amador (CRC)     | Movistar Team         | + 8' 10"    |
| 5  | Ryder Hesjedal (CAN)    | Cannondale-Garmin     | + 9' 52"    |
| 6  | Leopold König (CZE)     | Team Sky              | + 10' 41"   |
| 7  | Steven Kruijswijk (NED) | Team LottoNL-Jumbo    | + 10' 53"   |
| 8  | Damiano Caruso (ITA)    | BMC Racing Team       | + 12' 08"   |
| 9  | Alexandre Geniez (FRA)  | FDJ                   | + 15' 51"   |
| 10 | Iuri Trofimov (RUS)     | Team Katusha          | + 16' 14"   |

|    | Ciclista               | Equipo              | Punts |
| -- | ---------------------- | ------------------- | ----- |
| 1  | Giacomo Nizzolo (ITA)  | Trek Factory Racing | 181   |
| 2  | Philippe Gilbert (BEL) | BMC Racing Team     | 148   |
| 3  | Sacha Modolo (ITA)     | Lampre-Merida       | 147   |
| 4  | Elia Viviani (ITA)     | Team Sky            | 144   |
| 5  | Nicola Boem (ITA)      | Bardiani CSF        | 127   |
| 6  | Iljo Keisse (BEL)      | Etixx-Quick Step    | 98    |
| 7  | Alberto Contador (ESP) | Team Tinkoff-Saxo   | 96    |
| 8  | Marco Bandiera (ITA)   | GW Erco Shimano     | 92    |
| 9  | Diego Ulissi (ITA)     | Lampre-Merida       | 83    |
| 10 | Luka Mezgec (SLO)      | Team Giant-Alpecin  | 78    |

|    | Ciclista                | Equipo                | Punts |
| -- | ----------------------- | --------------------- | ----- |
| 1  | Giovanni Visconti (ITA) | Movistar Team         | 125   |
| 2  | Mikel Landa (ESP)       | Astana Qazaqstan Team | 122   |
| 3  | Steven Kruijswijk (NED) | Team LottoNL-Jumbo    | 115   |
| 4  | Beñat Intxausti (ESP)   | Movistar Team         | 107   |
| 5  | Fabio Aru (ITA)         | Astana Qazaqstan Team | 80    |
| 6  | Carlos Betancur (COL)   | AG2R La Mondiale      | 75    |
| 7  | Ryder Hesjedal (CAN)    | Cannondale-Garmin     | 70    |
| 8  | Simon Geschke (GER)     | Team Giant-Alpecin    | 53    |
| 9  | Pavel Kochetkov (RUS)   | Team Katusha          | 52    |
| 10 | Alberto Contador (ESP)  | Team Tinkoff-Saxo     | 51    |

|    | Ciclista                         | Equipo                | Punts        |
| -- | -------------------------------- | --------------------- | ------------ |
| 1  | Fabio Aru (ITA)                  | Astana Qazaqstan Team | 88h 24' 18"  |
| 2  | Davide Formolo (ITA)             | Cannondale-Garmin     | + 1h 51' 46" |
| 3  | Fabio Felline (ITA)              | Trek Factory Racing   | + 1h 54' 04" |
| 4  | Sebastián Henao (COL)            | Team Sky              | + 2h 37' 35" |
| 5  | Kenny Elissonde (FRA)            | FDJ                   | + 2h 45' 04" |
| 6  | Silvan Dillier (SUI)             | BMC Racing Team       | + 2h 51' 11" |
| 7  | Jan Polanc (SVN)                 | Lampre-Merida         | + 2h 53' 15" |
| 8  | Esteban Chaves (COL)             | Orica-GreenEDGE       | + 2h 59' 44" |
| 9  | Francesco Manuel Bongiorno (ITA) | Bardiani CSF          | + 3h 10' 43" |
| 10 | Rubén Fernández (ESP)            | Movistar Team         | + 3h 16' 23" |

|    | Equip                 | Temps        |
| -- | --------------------- | ------------ |
| 1  | Astana Qazaqstan Team | 264h 42' 31" |
| 2  | BMC Racing Team       | + 43' 16"    |
| 3  | Team Sky              | + 1h 13' 51" |
| 4  | Movistar Team         | + 1h 20' 16" |
| 5  | Cannondale-Garmin     | + 2h 26' 57" |
| 6  | Lotto Soudal          | + 3h 02' 42" |
| 7  | Team Tinkoff-Saxo     | + 3h 14' 36" |
| 8  | Team Katusha          | + 3h 32' 21" |
| 9  | FDJ                   | + 4h 27' 13" |
| 10 | Etixx-Quick Step      | + 4h 43' 52" |

|    | Equip                 | Punts |
| -- | --------------------- | ----- |
| 1  | Astana Qazaqstan Team | 640   |
| 2  | BMC Racing Team       | 334   |
| 3  | Lampre-Merida         | 317   |
| 4  | Team Sky              | 284   |
| 5  | Movistar Team         | 272   |
| 6  | Orica-GreenEDGE       | 251   |
| 7  | Team LottoNL-Jumbo    | 239   |
| 8  | Bardiani CSF          | 238   |
| 9  | Team Tinkoff-Saxo     | 233   |
| 10 | Team Katusha          | 233   |

### Classificacions menors
Durant la disputa del Giro hi ha altres classificacions, els líders de les quals no reben cap mallot especial. Aquests serien els Traguardi Volante o esprints especials; Azzurri d'Itàlia; Fuga Pinarello; Esperit combatiu; Energy Prize i Joc net.
|   | Ciclista               | Equip           | Punts |
| - | ---------------------- | --------------- | ----- |
| 1 | Marco Bandiera (ITA)   | GW Erco Shimano | 54    |
| 2 | Philippe Gilbert (BEL) | BMC Racing Team | 50    |
| 3 | Nicola Boem (ITA)      | Bardiani CSF    | 49    |

|   | Ciclista               | Equip                 | Punts |
| - | ---------------------- | --------------------- | ----- |
| 1 | Mikel Landa (ESP)      | Astana Qazaqstan Team | 10    |
| 2 | Fabio Aru (ITA)        | Astana Qazaqstan Team | 9     |
| 3 | Philippe Gilbert (BEL) | BMC Racing Team       | 9     |

|   | Ciclista              | Equip              | Punts |
| - | --------------------- | ------------------ | ----- |
| 1 | Marco Bandiera (ITA)  | GW Erco Shimano    | 601   |
| 2 | Nicola Boem (ITA)     | Bardiani CSF       | 540   |
| 3 | Giacomo Berlato (ITA) | Nippo-Vini Fantini | 405   |

|   | Ciclista             | Equip                 | Punts |
| - | -------------------- | --------------------- | ----- |
| 1 | Fabio Aru (ITA)      | Astana Qazaqstan Team | 12    |
| 2 | Mikel Landa (ESP)    | Astana Qazaqstan Team | 8     |
| 3 | Ryder Hesjedal (CAN) | Cannondale-Garmin     | 8     |

#### Classificació del Fair play
|   | Equip              | Punts penalització |
| - | ------------------ | ------------------ |
| 1 | Nippo-Vini Fantini | 0                  |
| 2 | Team Giant-Alpecin | 25                 |
| 3 | Cannondale-Garmin  | 30                 |

### Classificació de la muntanya
En aquesta edició hi ha programats 39 ports puntuables per a la classificació de la muntanya. La Cima Coppi estarà situada al Colle delle Finestre, en la penúltima etapa. A més a més hi haurà nou ports de primera categoria, vuit de segona, tretze de tercera i vuit de quarta.
| Etapa | Port                    | Altura (m) | Categoria | Distància | % mitjà | % màxim | Primer al cim                    |
| ----- | ----------------------- | ---------- | --------- | --------- | ------- | ------- | -------------------------------- |
| 2.ª   | Pratozanino             | 206        | 4.ª       | 4,2 km    | 4,9%    | 10%     | Bert-Jan Lindeman (NED)          |
| 3.ª   | Colle Caprile           | 470        | 3.ª       | 11,8 km   | 3,8%    | 9%      | Edoardo Zardini (ITA)            |
| 3.ª   | Barbagelata             | 1.115      | 2.ª       | 5,7%      | 8,1%    | 12%     | Pavel Kochetkov (RUS)            |
| 4.ª   | Colla di Velva          | 536        | 3.ª       | 14,2 km   | 3,5%    | 9%      | Edoardo Zardini (ITA)            |
| 4.ª   | Passo del Termine       | 548        | 3.ª       | 8,8 km    | 6,1%    | 10%     | Davide Formolo (ITA)             |
| 4.ª   | Biassa                  | 323        | 3.ª       | 3,4 km    | 8,9%    | 14%     | Davide Formolo (ITA)             |
| 5.ª   | Foce Carpinelli         | 839        | 3.ª       | 10,1 km   | 5%      | 9%      | Axel Domont (FRA)                |
| 5.ª   | Abetone                 | 1.386      | 2.ª       | 17,3 km   | 5,4%    | 10%     | Jan Polanc (SLO)                 |
| 6.ª   | Pomarance               | 364        | 4.ª       | 6,3 km    | 4,4%    | 11%     | Alessandro Malaguti (ITA)        |
| 7.ª   | Monterotondo            | 156        | 4.ª       | 2,5 km    | 5,1%    | 9%      | Pierpaolo De Negri (ITA)         |
| 8.ª   | Forca d'Acero           | 1.530      | 2.ª       | 26 km     | 5%      | 9%      | Steven Kruijswijk (NED)          |
| 8.ª   | Campitello Matese       | 1.430      | 1.ª       | 13 km     | 6,9%    | 12%     | Beñat Intxausti (ESP)            |
| 9.ª   | Monte Terminio          | 1.240      | 2.ª       | 20 km     | 4,2%    | 9%      | Simon Geschke (GER)              |
| 9.ª   | Colle Molella           | 1.087      | 1.ª       | 9,5 km    | 6,3%    | 12%     | Simon Geschke (GER)              |
| 9.ª   | Passo Serra             | 584        | 2.ª       | 3,6 km    | 8%      | 13%     | Tom-Jelte Slagter (NED)          |
| 10.ª  | Monte di Bartolo        | 169        | 4.ª       | 4,8 km    | 3,5%    | 9%      | Alessandro Malaguti (ITA)        |
| 11.ª  | Passo del Trebbio       | 565        | 3.ª       | 6,3 km    | 6,3%    | 11%     | Beñat Intxausti (ESP)            |
| 11.ª  | Valico del Prugno       | 533        | 3.ª       | 5,6 km    | 6,2%    | 9%      | Carlos Betancur (COL)            |
| 11.ª  | Tre Monti               | 252        | 4.ª       | 4,4 km    | 4,1%    | 10%     | Ilnur Zakarin (RUS)              |
| 12.ª  | Castelnuovo             | 290        | 4.ª       | 5,4 km    | 5%      | 11%     | Simon Geschke (GER)              |
| 12.ª  | Crosara                 | 397        | 3.ª       | 3,7 km    | 9,1%    | 17%     | Beñat Intxausti (ESP)            |
| 12.ª  | Monte Berico            | 123        | 4.ª       | 1,2 km    | 7,1%    | 11%     | Philippe Gilbert (BEL)           |
| 14.ª  | San Pietro di Feletto   | 266        | 4.ª       | 4,9 km    | 3,8%    | 9%      | Vassil Kirienka (BLR)            |
| 15.ª  | La Fricca               | 1.096      | 2.ª       | 11,3 km   | 5,1%    | 10%     | Beñat Intxausti (ESP)            |
| 15.ª  | Passo Daone             | 1.298      | 1.ª       | 8,4 km    | 9,2%    | 14%     | Giovanni Visconti (ITA)          |
| 15.ª  | Madonna di Campiglio    | 1.715      | 1.ª       | 15,5 km   | 5,9%    | 12%     | Mikel Landa (ESP)                |
| 16.ª  | Campo Carlo Magno       | 1.681      | 2.ª       | 13 km     | 6,7%    | 12%     | Carlos Betancur (COL)            |
| 16.ª  | Pas del Tonale          | 1.883      | 2.ª       | 15,3 km   | 6,1%    | 10%     | Rubén Fernández (ESP)            |
| 16.ª  | Aprica                  | 1.173      | 3.ª       | 14 km     | 3,4%    | 15%     | Ryder Hesjedal (CAN)             |
| 16.ª  | Mortirolo               | 1.854      | 1.ª       | 11,9 km   | 10,9%   | 18%     | Steven Kruijswijk (NED)          |
| 16.ª  | Aprica                  | 1.173      | 3.ª       | 14 km     | 3,5%    | 15%     | Mikel Landa (ESP)                |
| 17.ª  | Teglio                  | 851        | 3.ª       | 7,4 km    | 6,5%    | 10%     | Giacomo Berlato (ITA)            |
| 18.ª  | Monte Ologno            | 1.168      | 1.ª       | 10,4 km.  | 9%      | 13%     | Francesco Manuel Bongiorno (ITA) |
| 19.ª  | Croce Serra             | 598        | 3.ª       | 6,9 km    | 3,8%    | 9%      | Carlos Betancur (COL)            |
| 19.ª  | Saint-Barthélemy        | 1.644      | 1.ª       | 16,5 km   | 6,7%    | 13%     | Giovanni Visconti (ITA)          |
| 19.ª  | Coll de Saint-Pantaléon | 1.664      | 1.ª       | 16,5 km   | 7,2%    | 12%     | Giovanni Visconti (ITA)          |
| 19.ª  | Cervinia                | 2.001      | 1.ª       | 19,2 km   | 5%      | 12%     | Fabio Aru (ITA)                  |
| 20.ª  | Colle delle Finestre    | 2.178      | CC        | 18,5 km   | 9,2%    | 14%     | Mikel Landa (ESP)                |
| 20.ª  | Sestrieras              | 2.035      | 3.ª       | 9,2 km    | 5,4%    | 9%      | Fabio Aru (ITA)                  |

### UCI World Tour
El Giro d'Itàlia atorga punts per l'UCI World Tour 2015 sols als ciclistes dels equips de categoria ProTeam.
| Classificació         | 1r  | 2n  | 3r  | 4t | 5è | 6è | 7è | 8è | 9è | 10è | 11è | 12è | 13è | 14è | 15è | 16è | 17è | 18è | 19è | 20è |
| Classificació general | 170 | 130 | 100 | 90 | 80 | 70 | 60 | 52 | 44 | 38  | 32  | 26  | 22  | 18  | 14  | 10  | 8   | 6   | 4   | 2   |
| Per etapa             | 16  | 8   | 4   | 2  | 1  |    |    |    |    |     |     |     |     |     |     |     |     |     |     |     |

| #  | Ciclista                | Equip                 | Punts |
| -- | ----------------------- | --------------------- | ----- |
| 1  | Alberto Contador (ESP)  | Team Tinkoff-Saxo     | 193   |
| 2  | Fabio Aru (ITA)         | Astana Qazaqstan Team | 170   |
| 3  | Mikel Landa (ESP)       | Astana Qazaqstan Team | 142   |
| 4  | Ryder Hesjedal (CAN)    | Cannondale-Garmin     | 96    |
| 5  | Andrey Amador (CRC)     | Movistar Team         | 91    |
| 6  | Steven Kruijswijk (NED) | Team LottoNL-Jumbo    | 80    |
| 7  | Leopold König (CZE)     | Team Sky              | 70    |
| 8  | Damiano Caruso (ITA)    | BMC Racing Team       | 64    |
| 9  | Iuri Trofimov (RUS)     | Team Katusha          | 48    |
| 10 | Alexandre Geniez (FRA)  | FDJ                   | 44    |

## Evolució de les classificacions
Al Giro d'Itàlia de 2015 s'entreguen quatre mallot distintius diferents. Per a la classificació general, fruit de sumar els temps a la fi de cada etapa de cada ciclista, i en què s'entreguen bonificacions de temps (10, 6 i 4 segons, respectivament) per als tres primers classificats en cada etapa, el líder rebrà un mallot de color rosa. Aquesta classificació és considerada la més important del Giro d'Itàlia, i el guanyador serà considerat el guanyador del Giro.
A més, hi haurà una classificació per punts, que atorgarà un mallot vermell. En la classificació per punts els 15 primers ciclistes de cada etapa rebran punts. Les etapes planes atorguen més punts que les de muntanya, amb la qual cosa aquesta classificació tendeix a afavorir els velocistes. A més els esprints intermedis també atorguen punts.
També hi haurà una classificació de la muntanya, el líder de la qual és identificat amb un mallot blau. En aquesta classificació els punts són atorgats en passar pel cim dels diferents colls de muntanya puntuables. Les ascensions són puntuades de primera, segona, tercera o quarta categoria, donant-se més punts a les ascensions de major categoria. La Cima Coppi, coll més alt pel qual es passa, atorgarà més punts que les de primera categoria. En aquesta edició aquesta condició recau en el colle delle Finestre, a 2.178 m, i amb els darrers quilòmetres sense pavimentar.
El quart mallot, de color blanc, identifica al ciclista més jove. Aquesta classificació s'estableix com la classificació general, però sols els ciclistes nascuts a partir de l'1 de gener de 1990 hi prenen part.
També hi ha dues classificacions per als equips. A la classificació del Trofeu Fast Team se sumaran els temps dels tres millors ciclistes per equip en cada etapa i el millor equip serà el que faci un menor temps; el Trofeu Super Team és una classificació per equips per punts, en què s'atorguen punts als 20 primers ciclistes de cada etapa (de 20 fins a 1 punt) i aquests són sumats a cada equip.
La següent taula es corresponen amb els mallots atorgats després que de cada etapa.
| Etapa | Vencedor         | Classificació general | Classificació per punts | Classificació de la muntanya | Classificació dels joves | Trofeu Fast Team      | Trofeu Super Team     |
| ----- | ---------------- | --------------------- | ----------------------- | ---------------------------- | ------------------------ | --------------------- | --------------------- |
| 1     | Orica-GreenEDGE  | Simon Gerrans         | no entregat             | no entregat                  | Michael Matthews         | Orica-GreenEDGE       | Orica-GreenEDGE       |
| 2     | Elia Viviani     | Michael Matthews      | Elia Viviani            | Bert-Jan Lindeman            | Michael Matthews         | Orica-GreenEDGE       | Orica-GreenEDGE       |
| 3     | Michael Matthews | Michael Matthews      | Elia Viviani            | Pavel Kochetkov              | Michael Matthews         | Orica-GreenEDGE       | Orica-GreenEDGE       |
| 4     | Davide Formolo   | Simon Clarke          | Elia Viviani            | Pavel Kochetkov              | Esteban Chaves           | Astana Qazaqstan Team | Orica-GreenEDGE       |
| 5     | Jan Polanc       | Alberto Contador      | Elia Viviani            | Jan Polanc                   | Fabio Aru                | Astana Qazaqstan Team | Orica-GreenEDGE       |
| 6     | André Greipel    | Alberto Contador      | André Greipel           | Jan Polanc                   | Fabio Aru                | Astana Qazaqstan Team | Orica-GreenEDGE       |
| 7     | Diego Ulissi     | Alberto Contador      | Elia Viviani            | Jan Polanc                   | Fabio Aru                | Astana Qazaqstan Team | Orica-GreenEDGE       |
| 8     | Beñat Intxausti  | Alberto Contador      | Elia Viviani            | Beñat Intxausti              | Fabio Aru                | Astana Qazaqstan Team | Orica-GreenEDGE       |
| 9     | Paolo Tiralongo  | Alberto Contador      | Elia Viviani            | Simon Geschke                | Fabio Aru                | Astana Qazaqstan Team | Astana Qazaqstan Team |
| 10    | Nicola Boem      | Alberto Contador      | Nicola Boem             | Simon Geschke                | Fabio Aru                | Astana Qazaqstan Team | Astana Qazaqstan Team |
| 11    | Ilnur Zakarin    | Alberto Contador      | Nicola Boem             | Beñat Intxausti              | Fabio Aru                | Astana Qazaqstan Team | Astana Qazaqstan Team |
| 12    | Philippe Gilbert | Alberto Contador      | Nicola Boem             | Beñat Intxausti              | Fabio Aru                | Astana Qazaqstan Team | Astana Qazaqstan Team |
| 13    | Sacha Modolo     | Fabio Aru             | Elia Viviani            | Beñat Intxausti              | Fabio Aru                | Astana Qazaqstan Team | Astana Qazaqstan Team |
| 14    | Vasil Kiryienka  | Alberto Contador      | Elia Viviani            | Beñat Intxausti              | Fabio Aru                | Astana Qazaqstan Team | Astana Qazaqstan Team |
| 15    | Mikel Landa      | Alberto Contador      | Elia Viviani            | Beñat Intxausti              | Fabio Aru                | Astana Qazaqstan Team | Astana Qazaqstan Team |
| 16    | Mikel Landa      | Alberto Contador      | Elia Viviani            | Steven Kruijswijk            | Fabio Aru                | Astana Qazaqstan Team | Astana Qazaqstan Team |
| 17    | Sacha Modolo     | Alberto Contador      | Giacomo Nizzolo         | Steven Kruijswijk            | Fabio Aru                | Astana Qazaqstan Team | Astana Qazaqstan Team |
| 18    | Philippe Gilbert | Alberto Contador      | Giacomo Nizzolo         | Steven Kruijswijk            | Fabio Aru                | Astana Qazaqstan Team | Astana Qazaqstan Team |
| 19    | Fabio Aru        | Alberto Contador      | Giacomo Nizzolo         | Giovanni Visconti            | Fabio Aru                | Astana Qazaqstan Team | Astana Qazaqstan Team |
| 20    | Fabio Aru        | Alberto Contador      | Giacomo Nizzolo         | Giovanni Visconti            | Fabio Aru                | Astana Qazaqstan Team | Astana Qazaqstan Team |
| 21    | Iljo Keisse      | Alberto Contador      | Giacomo Nizzolo         | Giovanni Visconti            | Fabio Aru                | Astana Qazaqstan Team | Astana Qazaqstan Team |
| Final | Final            | Alberto Contador      | Giacomo Nizzolo         | Giovanni Visconti            | Fabio Aru                | Astana Qazaqstan Team | Astana Qazaqstan Team |